# Арка Гейтвей
Арка Гейтвей (англ. Gateway Arch) — монумент заввишки 630 футів (192 м), розташований у Сент-Луїсі, штат Міссурі, США. Арка Гейтвей, облицьована нержавіючою сталлю, є найвищою аркою в світі та найвищою доступною спорудою в штаті Міссурі. Деякі джерела називають її найвищим рукотворним пам'ятником у Західній півкулі. Арка була створена як пам'ятник розширенню території Сполучених Штатів на захід і офіційно присвячена «американському народові». Часто її називають «Воротами на Захід». Арка Гейтвей, розташована в однойменному національному парку — Гейтвей-Арч, є національною історичною пам'яткою і популярним туристичним об'єктом, а також міжнародно визнаним символом Сент-Луїса.
Арка була спроєктована фінсько-американським архітектором Ееро Сааріненом у 1947 році. Будівництво почалося 12 лютого 1963 року та завершилося 28 жовтня 1965 року, а загальна вартість склала 13 мільйонів доларів (еквівалент 95,9 мільйонам у 2023 році). Пам'ятник відкрився для відвідувачів 10 червня 1967 року. Він розташований на західному березі річки Міссісіпі, на місці заснування Сент-Луїса у 1764 році.

## Передісторія

### Задум і фінансування (1933–1935)
Наприкінці 1933 року громадський діяч Лютер Елі Сміт, повертаючись до Сент-Луїса з Національного історичного парку Джорджа Роджерса Кларка у Вінсенсі, штат Індіана, звернув увагу на прибережну територію Сент-Луїса й уявив, що будівництво меморіалу в цьому місці не тільки оживить набережну, а й стимулюватиме економіку. Він поділився цією ідеєю з мером Бернардом Дікманном, який 15 грудня 1933 року озвучив її на зустрічі з міськими лідерами. Вони схвалили цю пропозицію, після чого була створена неприбуткова організація — Асоціація меморіалу національного розширення імені Джефферсона (JNEMA, вимовляється як «Jenny May»). Сміт був призначений головою, а Дікманн — заступником голови.
Метою асоціації було створити «гідний і постійний громадський меморіал людям, які зробили можливим територіальне розширення Сполучених Штатів на захід, зокрема президенту Джефферсону, його помічникам Лівінгстону і Монро, видатним дослідникам Льюїсу і Кларку, а також мужнім мисливцям, трапперам, першопрохідцям і піонерам, які сприяли територіальному розширенню та розвиткові Сполучених Штатів. Меморіал мав нагадувати сучасникам і майбутнім поколінням про історію становлення країни та викликати повагу до патріотичних досягнень цих великих будівничих нашої держави».
Багато місцевих жителів не підтримували ідею витрачати бюджетні кошти на цю справу. Дочка Сміта, Саліз, згадувала, що коли люди говорили йому про нагальніші потреби, він відповідав, що «духовні речі» не менш важливі.
Асоціація розраховувала, що для реалізації проєкту знадобиться 30 мільйонів доларів (близько 561 мільйона доларів у перерахунку на 2023 рік). Вона звернулася до федерального уряду з проханням покрити три чверті витрат (22,5 мільйона доларів).
Пропозиція щодо відновлення набережної не була новою, оскільки попередні проєкти вже здійснювалися, але не здобули популярності. Ідея меморіалу Джефферсона виникла на тлі економічного хаосу Великої депресії та обіцяла створення нових робочих місць. Очікувалося, що проєкт забезпечить роботою 5000 людей на три-чотири роки. Члени комітету почали привертати увагу громадськості, організовуючи збори коштів і випускаючи брошури. Вони також взаємодіяли з Конгресом, складаючи бюджети, готуючи законопроєкти та вивчаючи право власності на обрану ділянку землі, що мала приблизно півмилі завдовжки — від Третьої вулиці до сучасної надземної залізниці.
У січні 1934 року сенатор Беннет Чемп Кларк і представник Джон Кокран подали до Конгресу законопроєкт про виділення 30 мільйонів доларів на меморіал, але він не отримав підтримки через надто велику суму. У березні того ж року спільні резолюції запропонували створення федеральної комісії для розробки меморіалу. Хоча пропозиція вимагала лише схвалення, вона викликала опір, оскільки люди підозрювали, що JNEMA пізніше вимагатиме додаткових коштів. 28 березня законопроєкт Сенату був прийнятий і 5 квітня переданий до Палати представників, яка згодом схвалила його. 8 червня обидва законопроєкти — Сенату та Палати представників — були ухвалені. 15 червня президент Франклін Делано Рузвельт підписав закон, що заснував Комісію меморіалу територіального розширення США. До її складу увійшли 15 членів, призначених Рузвельтом, Палатою представників, Сенатом і JNEMA. Перше засідання відбулося 19 грудня в Сент-Луїсі, де члени комісії оглянули проєкт і заплановане місце розташування.
У грудні того ж року JNEMA розглянула ідею організувати архітектурний конкурс для вибору дизайну пам'ятника. Місцевий архітектор Луїс ЛаБом розробив правила конкурсу до січня 1935 року. 13 квітня 1935 року комісія затвердила пропозиції JNEMA, включно з межами меморіалу, його «історичною значущістю», конкурсом та бюджетом у 30 мільйонів доларів. З лютого по квітень Законодавча асамблея штату Міссурі ухвалила закон, що дозволяв використання облігацій для фінансування проєкту. 15 квітня губернатор Гай Брасфілд Парк підписав цей закон. Дікманн і Сміт звернулися по фінансування до двох агентств Нового курсу — Public Works Administration (PWA) на чолі з Гарольдом Ікесом і Works Progress Administration (WPA) під керівництвом Гаррі Гопкінса. 7 серпня обидва агентства схвалили запити, пообіцявши виділити по 10 мільйонів доларів кожне, і визначили, що управління меморіалом здійснюватиме Служба національних парків. 10 вересня відбулися місцеві вибори, де затвердили виділення 7,5 мільйона доларів (приблизно 140 мільйонів у 2023 році) для розвитку меморіалу.
21 грудня президент Рузвельт підписав указ № 7253, яким схвалив створення меморіалу та виділив територію площею 82 акри як перший Національний історичний об'єкт. Указ також передбачав фінансування в розмірі 3,3 мільйона доларів через WPA і 3,45 мільйона доларів через PWA (загалом 6,75 мільйона). Проєкт мав дві основні цілі — вшанування західного розширення території США та створення робочих місць. Водночас деякі платники податків почали подавати судові позови з метою заблокувати будівництво пам'ятника, називаючи його «марнотратством» («boondoggle»).

### Початкове планування (1936–1939)
Використовуючи грант 1935 року в розмірі 6,75 мільйона доларів і 2,25 мільйона доларів у міських облігаціях, Служба національних парків (NPS) придбала історичні будівлі на ділянці меморіалу шляхом конфіскації, а не покупки, та знесла їх. До вересня 1938 року процес конфіскації було завершено. Ця процедура супроводжувалася численними судовими суперечками, які завершилися 27 січня 1939 року, коли Апеляційний суд США визнав законність конфіскації. Загалом 6,2 мільйона доларів були виплачені власникам землі 14 червня. Знесення розпочалося 9 жовтня 1939 року, коли мер Дікманн витягнув три цеглини зі старого складу.
Противники меморіалу під керівництвом Пола Пітерса звернулися до Конгресу з листівкою під назвою «Громадська необхідність чи звичайне марнотратство». Юрист JNEMA Бон Гіслін вважав, що ці листівки не завдали шкоди проєкту, а лише спонукали членів Конгресу дізнатися про нього більше. Хоча представник Джон Кокран хотів просити Конгрес виділити більше коштів, Гіслін порадив асоціації зберігати низький профіль і утримувати свої позиції під час цієї сесії Конгресу. Він також запропонував опублікувати редакційну статтю в пресі, щоб заявити, що невелика група противників не представляє загальної думки жителів Сент-Луїса, і такі перешкоди мають бути засуджені.
Скорочення витрат Конгресом унеможливило отримання виділених коштів. NPS відповіла, що місто зменшить свій внесок, якщо це зробить федеральний уряд. Вона також заявила, що фінансування було схвалено виконавчим указом, однак керівник NPS Джон Нейгл зауважив, що один виконавчий указ може скасувати інший. У березні 1936 року представник Кокран під час засідання Палати представників заявив, що він «не голосуватиме за жодні заходи для будівництва меморіалу або виділення на нього коштів». Гіслін вважав цю заяву більшою загрозою для проєкту, ніж опозиція Пітерса, оскільки Конгрес міг сприйняти думку Кокрана як відображення громадської думки.
Пітерс і його прихильники закликали Рузвельта скасувати виконавчий указ № 7253 і перенаправити кошти Американському Червоному хресту. Сміт звинуватив їх у протидії будь-яким ініціативам для міста. У лютому 1936 року в журналі «Нейшн» (англ. The Nation) вийшла редакційна стаття Пола В. Ворда з критикою проєкту. Це обурило Сміта, і він прагнув жорстко відреагувати, однак відомий редактор Вільям Аллен Вайт порадив йому не хвилюватися.

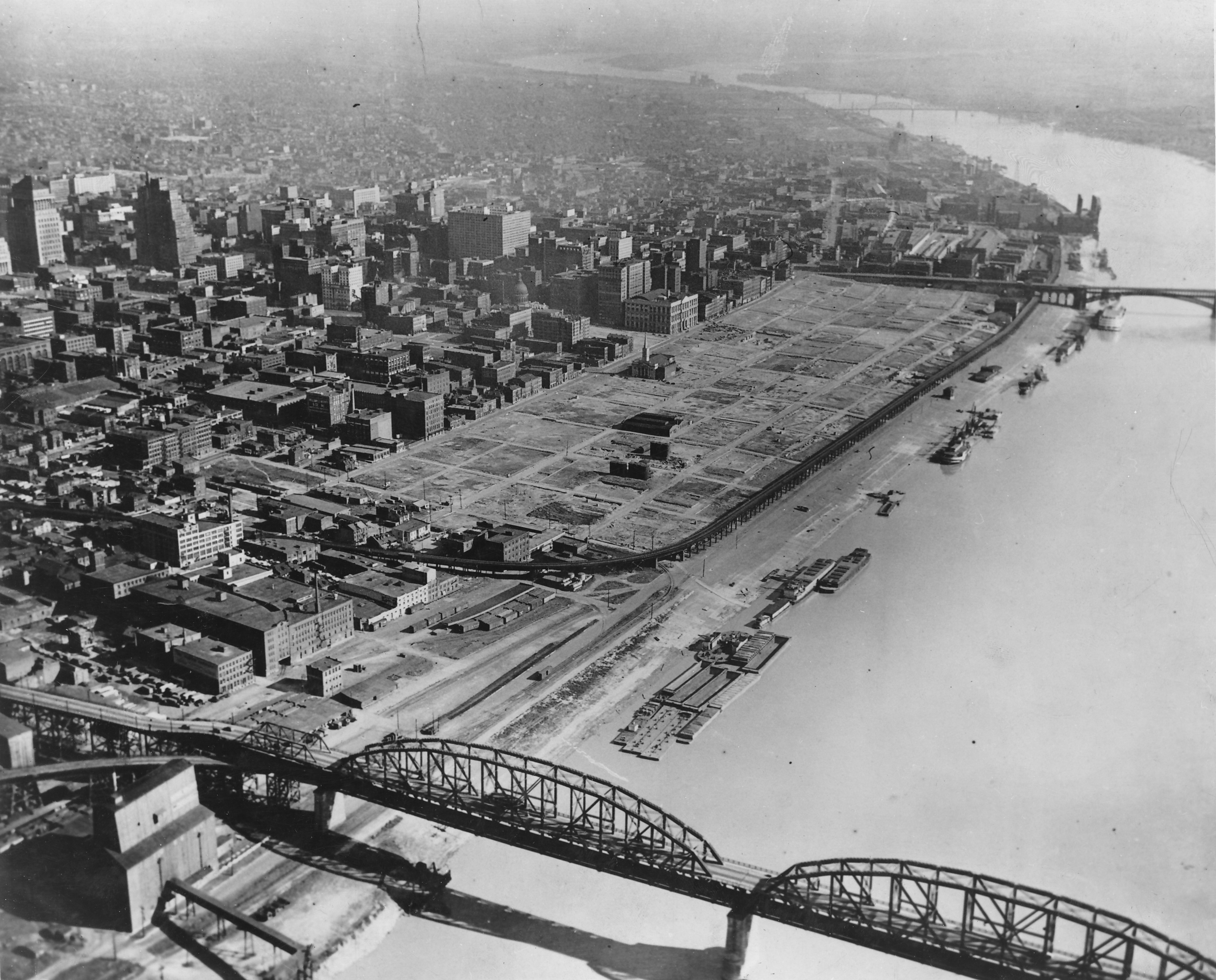
Набережна Сент-Луїса після знесення старої забудови (бл. 1942)

Оскільки річка Міссісіпі відігравала важливу роль у формуванні Сент-Луїса як «воріт на Захід», вважалося, що меморіал повинен бути поруч із нею. Проте залізничні колії, побудовані у 1930-х роках на березі, перекривали вид на річку з місця меморіалу. Гарольд Ікс заявив, що колії потрібно прибрати, перш ніж він виділить кошти. Президент міської служби Бакстер Браун запропонував прокласти новий тунель, щоб приховати перенесені колії, і підняти територію над тунелем. Це усунуло б перешкоди та відкрило вид на річку. Хоча архітектор NPS Чарльз Петерсон відхилив цю ідею, пропозиція Брауна стала основою для остаточного рішення.
До травня 1942 року знесення будівель було завершено. Історичні споруди, такі як Старий собор та Старий кам'яний будинок, зберегли через їхню історичну цінність. Проте Старий кам'яний будинок було розібрано в 1959 році з метою відновлення на новому місці, але частини будівлі зникли. Частково його відновили в підвалинах Старої судової палати.

### Конкурс проєктів (1945—1948)
У листопаді 1944 року Сміт обговорював із Ньютоном Друрі, директором Служби національних парків, дизайн меморіалу, наголошуючи, що він має бути «величним за своїми духовними та естетичними цінностями» і відзначатися «однією центральною особливістю: окремим шпилем, будівлею, аркою або чимось іншим, що символізувало б американську культуру та цивілізацію».
Ідея архітектурного конкурсу для визначення дизайну меморіалу була схвалена на інавгураційному засіданні JNEMA. Було заплановано вручити грошові призи за найкращий проєкт. У січні 1945 року JNEMA офіційно оголосила про проведення двоетапного конкурсу проєків, організація якого коштувала б 225 000 доларів. Сміт і JNEMA зіткнулися з труднощами у зборі коштів і до червня 1945 року зібрали лише третину необхідної суми. Тодішній мер Алоїс Кауфман побоювався, що відсутність громадської підтримки може змусити чиновників втратити надію на реалізацію проєкту. Впродовж року прогрес був незначним, і в травні 1946 року Сміт у відчаї особисто покрив відсутні 40 000 доларів. До червня Сміту вдалося знайти осіб, які взяли на себе частину його фінансування, залишивши під його відповідальністю ще 17 000 доларів. У лютому 1947 року спонсори отримали компенсацію, а загальна сума фонду перевищила 231 199 доларів.
Місцевий архітектор Луїс ЛаБом підготував набір технічних вимог для дизайну, а архітектора Джорджа Гау було обрано координатором конкурсу. 30 травня 1947 року конкурс офіційно стартував. Журі, що складалося з семи членів, мало оцінювати проєкти. До нього входили Чарльз Нагель-молодший, Ріхард Нойтра, Роланд Ванк, Вільям Вурстер, ЛаБом, Фіске Кімбалл і С. Герберт Гейр. Конкурс складався з двох етапів: перший етап мав звузити коло претендентів до п'яти, а другий — вибрати одного архітектора та його проєкт.
Дизайн мав включати:
- архітектурний меморіал або меморіали Джефферсону;
- збереження ділянки Старого Сент-Луїса — озеленення, створення відкритого амфітеатру для вистав, відновлення або реконструкцію кількох типових старих будівель, створення музею, що презентує рух на Захід;
- меморіалізацію візії Джефферсона про «ширші можливості для людей усіх рас і віросповідань»;
- рекреаційні зони з обох боків річки;
- паркувальні місця, транспортні зручності, перенесення залізничних колій і будівництво міжштатного шосе.

До команди Саарінена, окрім нього самого як дизайнера, входили Дж. Гендерсон Барр як асоційований дизайнер, Ден Кайлі як ландшафтний архітектор, а також Лілі Свонн Саарінен як скульпторка і Александр Жирар як художник. На першому етапі конкурсу Карл Міллес порадив Саарінену змінити основи кожної ноги арки з квадратів на трикутники. Саарінен зазначив, що він «спочатку працював з математичними формами, але врешті-решт підлаштував їх за принципом візуальної гармонії». У поданих планах Саарінен представив арку заввишки 569 футів (173 м) і завширшки 592 фути (180 м) від центру до центру трикутних основ.
1 вересня 1947 року журі отримало заявки для першого етапу конкурсу. Заявки були пронумеровані, а імена дизайнерів тримали в таємниці. Після чотириденного обговорення журі звузило коло з 172 заявок, серед яких була робота батька Саарінена, Еліеля, до п'яти фіналістів і оголосило номери переможців 27 вересня. Проєкт Ееро Саарінена (№ 144) був серед фіналістів. Його описували як «релевантний, красивий, можливо, навіть натхненний» (Роланд Ванк) і «абстрактну форму, надзвичайно вдалу за своєю символікою» (Чарлз Нагель). Гейр висловив сумніви щодо здійсненності проєкту, але визнав його продуманість. Серед фіналістів був також місцевий архітектор із Сент-Луїса Гарріс Армстронг. Секретар, яка відправляла телеграми фіналістам, помилково повідомила про вихід у наступний етап проєкта Еліеля замість Ееро. Родина відсвяткувала з шампанським, але через дві години представник конкурсу зателефонував, щоб виправити помилку. Еліель «відкоркував другу пляшку шампанського», щоб привітати сина. Фіналісти перейшли до другого етапу й отримали по 10 069 доларів (приблизно 107 900 доларів у 2023 році). Саарінен збільшив висоту арки з 580 футів до 630 футів (190 м) і зазначив, що арка символізує «ворота на Захід, національну експансію тощо». Він хотів, щоб ландшафт навколо арки був «настільки густо вкритий деревами, що нагадуватиме лісоподібний парк, зелений притулок від напруженості центру міста», як писала критикиня «Нью-Йорк таймс» Алайн Бернштейн Лоучгайм (у 1954 році Лоучгайм вийшла заміж за Саарінена).
Другий етап конкурсу завершився 10 лютого 1948 року, а 18 лютого журі одностайно обрало дизайн Саарінена, відзначивши його як «глибоко символічне і дійсно монументальне висловлювання». Наступного дня на урочистій вечері в готелі «Статлер», на якій були присутні фіналісти та преса, Вурстер оголосив Саарінена переможцем і вручив чеки — 40 000 доларів його команді і 50 000 доларів самому Саарінену. Це був перший великий архітектурний проєкт Саарінена, створений без допомоги батька.
25 травня Комісія з меморіалу територіальної експансії США схвалила проєкт. Пізніше, у червні, NPS затвердило пропозицію. Проте конгресмен Гарольд Ройс Гросс виступив проти виділення федеральних коштів на розробку арки.
Дизайн викликав різні реакції. У статті від 29 лютого 1948 року в «Нью-Йорк таймс» Лоучгайм похвалила арку як «сучасний монумент, відповідний, красивий і вражаючий». Деякі місцеві жителі порівнювали її з «гігантською шпилькою для волосся або сталевою стійкою для прив'язування коней». Найгострішу критику висловив Гілмор Девід Кларк, який у листі від 26 лютого 1948 року порівняв арку Саарінена з аркою, яку уявляв Беніто Муссоліні, що надало їй фашистського символізму. Це звинувачення у плагіаті викликало запеклі дебати серед архітекторів. Дуглас Гаскелл із Нью-Йорка писав, що «використання загальної форми — це не плагіат… [Це] звинувачення є найганебнішим наклепом, зробленим представником архітектурної професії нашого покоління». Вурстер і журі спростували ці звинувачення, заявивши, що «форма арки не є фашистською за своєю суттю, а є частиною всієї історії архітектури». Саарінен вважав опозицію абсурдною, заявивши: «Це просто безглуздо думати, що основна форма, заснована на природному образі, може мати будь-який ідеологічний зв'язок».
До січня 1951 року Саарінен створив 21 креслення, що включали профілі арки, масштабні плани музеїв і ресторанів, різні паркувальні пропозиції, фундаменти арки, вплив плану тунелю на фундаменти арки, швидкісну дорогу Третьої вулиці, а також внутрішню й зовнішню структуру арки. Фред Севруд виконав розрахунки для її конструкції.

### Залізнична угода (1949—1958)
Було запропоновано кілька варіантів перенесення залізничних колій, зокрема:
- Бейтс-Росс. Колії мали перетинати територію меморіалу по діагоналі в тунелі.
- Бовен. Схожий на пропозицію Бейтс-Росса.
- Гілл-Тунель. Підтриманий Сааріненом і інженером NPS Джуліаном Споттсом, він передбачав прокладання колій у тунелі під Першою та Другою вулицями. Саарінен заявив, що відмовиться від участі, якщо колії проходитимуть між меморіалом і річкою.
- ЛаБом-Термінал. Проти цього варіанту виступили Саарінен і NPS. План передбачав прокладання «трьох колій на насипу вздовж лінії піднятих колій».
- Леве-Тунель. Запропонований президентом Ради громадських послуг Сент-Луїса Френком Дж. Макдевіттом проєкт, передбачав опускання колій у тунель, замаскований стінами й озелененням.

7 липня 1949 року в офісі мера Джозефа Дарста міська влада обрала план «Леве-Тунель», чим викликала невдоволення членів JNEMA, оскільки рішення було ухвалене під час відпустки Сміта. Дарст повідомив міністра внутрішніх справ Джуліуса Крага про вибір міста. Краг планував зустріч із Смітом і JNEMA, але скасував її та 11 листопада пішов у відставку. Його наступник, Оскар Літтлтон Чапмен, переніс зустріч на 5 грудня у Вашингтон за участю представників міської влади, JNEMA, залізниць і федерального уряду. Наступного дня після конференції було затверджено меморандум про взаєморозуміння: «П'ять колій на узбережжі замінять трьома: однією, що належить Missouri Pacific Railroad (MPR), і двома від Terminal Railroad Association of St. Louis (TRRA), які проходитимуть через тунель довжиною не більше 3 000 футів (900 м). Тунель буде приблизно за 50 футів (15 м) на захід від поточної піднятої лінії» з висотою 18 футів (5,5 м) замість стандартних 22 футів (6,7 м). Чапмен схвалив документ 22 грудня 1949 року, а JNEMA отримала схвалення Комісії громадських послуг Міссурі 7 серпня 1952 року.
Дії щодо виділення коштів Конгресом розпочалися в січні 1950 року, але були відкладені до 1953 року через Корейську війну, яка виснажила федеральний бюджет.
У серпні 1953 року міністр внутрішніх справ Фред Ендрю Сітон заявив, що Департамент внутрішніх справ і залізниці мають остаточно узгодити новий маршрут. У жовтні NPS і TRRA вирішили, що TRRA найме геодезиста, рекомендованого Споттсом, для оцінки витрат на перенесення колій. Було обрано фірму Alfred Benesch and Associates, яка оприлюднила фінальний звіт 3 травня 1957 року. Оцінка показала, що два варіанти коштуватимуть понад очікуване: понад 11 і 14 мільйонів доларів відповідно. Директор NPS Конрад Вірт закликав Саарінена внести невеликі зміни в дизайн. У жовтні Саарінен переробив плани, запропонувавши розміщення п'яти колій у скороченому тунелі за 100 футів (30 м) на захід від естакади з пониженням на 16 футів (5 м). Це не відокремлювало б меморіал від річки, адже Саарінен передбачив тунель довжиною 960 футів (290 м) над залізницею з «великою сходами» від узбережжя до Арки. На північному та південному кінцях парку тунелі довжиною 150 футів (45 м) вели до музею, ресторану та сходів до берега. Саарінен також спроєктував підземний центр для відвідувачів із двома театрами та входом через пандуси.
29 листопада зацікавлені сторони підписали ще один меморандум про схвалення цього плану з вартістю близько 5,053 млн доларів. 10 березня 1959 року мер Реймонд Такер запропонував замінити тунель відкритими вирізами, перекритими бетонними плитами, що обійшлося б у 2,684 млн доларів — на 1,5 млн дешевше. 12 травня 1958 року Такер, президент TRRA Армстронг Чінн і президент Missouri Pacific Railroad Рассел Дірмонт уклали угоду: «TRRA внесе 500 000 доларів у депонент, а місто продасть облігацій 1935 року на суму 980 000 доларів для співфінансування з федеральними коштами». План був схвалений 2 червня.
У липні 1953 року представниця Леонор Салліван внесла законопроєкт H.R. 6549, що дозволяв виділення не більше ніж 5 млн доларів на будівництво Арки. Після тривалих переговорів Конгрес схвалив його в травні 1954 року, а 18 травня президент Дуайт Ейзенхауер підписав Публічний закон 361. Через брак коштів Конгрес не зміг профінансувати будівництво в 1955 році, тому президент асоціації Вільям Кроудас звернувся до фондів Рокфеллера й Форда за 10 млн доларів, але отримав відмову. У 1956 році Конгрес виділив 2,64 млн доларів на перенесення колій. Решту коштів було затверджено через шість законопроєктів, поданих 1 липня 1958 року, що збільшили федеральні фонди на 12,25 млн доларів. Законопроєкт було одноголосно ухвалено обома палатами Конгресу і підписано Ейзенхауером 7 вересня. Проте NPS відклала подальше фінансування, спершу плануючи використати вже виділені кошти для початку залізничних робіт.

### Останні приготування (1959—1968)
Саарінен і міські посадовці співпрацювали для зонування будівель поблизу арки. У квітні 1959 року девелопер Льюїс Кітчен вирішив побудувати два 40-поверхові будинки навпроти арки. У липні, після того як план розкритикували за можливе блокування виду на арку, Кітчен обговорив проблему з чиновниками. Рішення відклали на кілька місяців, оскільки Саарінен ще не визначив остаточну висоту арки, яка планувалася в межах 590—630 футів (180—190 м). У жовтні мер Такер і директор Вірт вирішили обмежити висоту будівель навпроти арки до 275 футів (84 м; приблизно 27 поверхів). Міська адміністрація заявила, що плани будівництва будівель навпроти арки потребуватимуть її затвердження. Після цього Кітчен зменшив висоту своїх будівель, тоді як Саарінен збільшив висоту арки.
Перенесення залізничних колій стало першим етапом реалізації проєкту. 6 травня 1959 року після офіційної конференції Комісія громадських послуг вимагала створення системи вентиляції разом із будівництвом тунелю, яке включало прокладання 3 000 футів (900 м) подвійних колій у тунелі за 105 футів (32 м) на захід від піднятих залізничних шляхів, а також виконання робіт з вирівнювання та встановлення опор. Вісім заявок на виконання робіт було розглянуто 8 червня в Старому суді, і компанія MacDonald Construction Co. із Сент-Луїса виграла тендер із пропозицією в 2 426 115 доларів, що було менше за оцінку вартості NPS. 23 червня 1959 року о 10:30 відбулася церемонія закладання фундаменту. Такер першим викопав частину ґрунту. Вірт і Дікманн виступили з промовами.
NPS отримала 500 000 доларів із депозиту й передала їх компанії MacDonald для початку будівництва нових колій. У серпні завершили знесення збудованого ще в 1818 році Мануелем Лізою Старого кам'яного будинку (англ. Old Rock House), який був найстарішою будівлею Сент-Луїса, після чого робітники почали рити тунель. У листопаді вони розпочали формування стін тунелю з бетону. До березня було виконано 29 % будівництва, а до листопада — 95 %. 17 листопада по нових коліях почали курсувати поїзди. Завершення робіт планувалося на червень 1962 року.
16 травня 1959 року підкомітет Сенату з питань асигнувань отримав від законодавців Сент-Луїса запит на 2,4911 мільйона доларів, але схвалив лише 133 000 доларів. Вірт рекомендував повторно подати запит у січні 1960 року.
10 березня 1959 року регіональний директор Говард Бейкер отримав 888 000 доларів як першу міську субсидію для проєкту. Станом на 1 грудня 1961 року було санкціоновано 23 003 150 доларів, із яких уже виділено 19 657 483 долари. Невикористаними залишалися 3 345 667 доларів.

## Будівництво
Дата тендеру, спочатку запланована на 20 грудня 1961 року, була перенесена на 22 січня 1962 року, щоб уточнити деталі конструкції арки. Приблизно 50 компаній, які запросили будівельні вимоги, отримали запрошення до участі. Усі чотири пропозиції, які варіювалися від 11 923 163 до 12 765 078 доларів, перевищували оцінку інженерів у 8 067 000 доларів. Вірт доручив комітету під керівництвом Джорджа Гартцога перевірити законність пропозицій відповідно до умов уряду. Після зустрічі з учасниками торгів комітет підтвердив обґрунтованість заявок, і Вірт уклав контракт із компанією MacDonald Construction Co. із Сент-Луїса, яка зробила найнижчу пропозицію, на будівництво арки та центру для відвідувачів. 14 березня 1962 року він підписав контракт і отримав від Такера 2,5 мільйона доларів — міську субсидію на цей етап. Компанія MacDonald знизила свою пропозицію на 500 000 доларів до 11 442 418 доларів. Підрядником для зовнішньої оболонки арки стала компанія Pittsburgh-Des Moines Steel Company.
У 1959 і 1960 роках було розпочато земляні роботи, а у 1961 році закладено фундамент споруди. Будівництво самої арки почалося 12 лютого 1963 року, коли перший сталевий трикутник на південній опорі був встановлений на місце. Ці сталеві трикутники, які звужувалися в міру підйому до вершини, підіймалися на місце за допомогою групи кранів і дерриків (щоглових кранів). Арка складалася з 142 12-футових (3,7 м) попередньо виготовлених секцій із нержавіючої сталі. Після встановлення кожна секція заповнювалася бетоном і зміцнювалася 252 натяжними стрижнями.  Щоб утримувати частково збудовані опори в стійкому положенні, між ними на висоті 530 футів (160 м) була встановлена поперечна балка у вигляді ножиць, яку пізніше демонтували разом із дерриками. Завершення всієї конструкції планувалося восени 1964 року до святкування 200-річчя Сент-Луїса.
Підрядник MacDonald Construction Co. встановив 30-футову (9,1 м) вежу для глядачів і забезпечив запис процесу будівництва. У 1963 році мільйон людей спостерігали за ходом будівництва, а до 1964 року місцеві радіостанції почали повідомляти про підйом великих сталевих плит. Фотограф газети St. Louis Post-Dispatch Арт Вітман документував будівництво для недільного додатка Pictures. Це було його найдовше і найвідоміше завдання. Він часто відвідував будівельний майданчик з 1963 по 1967 рік, фіксуючи кожен етап робіт. Разом із помічником Рейнольдом Фергюсоном він підіймався по перехідних містках разом із будівельниками на висоту до 190 м над землею. Він був єдиним фотографом, який мав повний доступ до будівництва. Вітман переважно працював зі слайд-плівкою, але також використовував єдину в Сент-Луїсі камеру Panox для створення панорамних фотографій із кутом огляду 140 градусів. Його знімки будівництва зараз зберігаються в Історичному товаристві штату Міссурі.
Керівник проекту компанії MacDonald Construction Co. Стен Вульф зазначив, що будівництво 62-поверхового будинку було б простішим, ніж будівництво арки: «У будинку все розташовується вертикально, одна річ над іншою. У цій арці все вигнуто».

### Затримки та судові позови

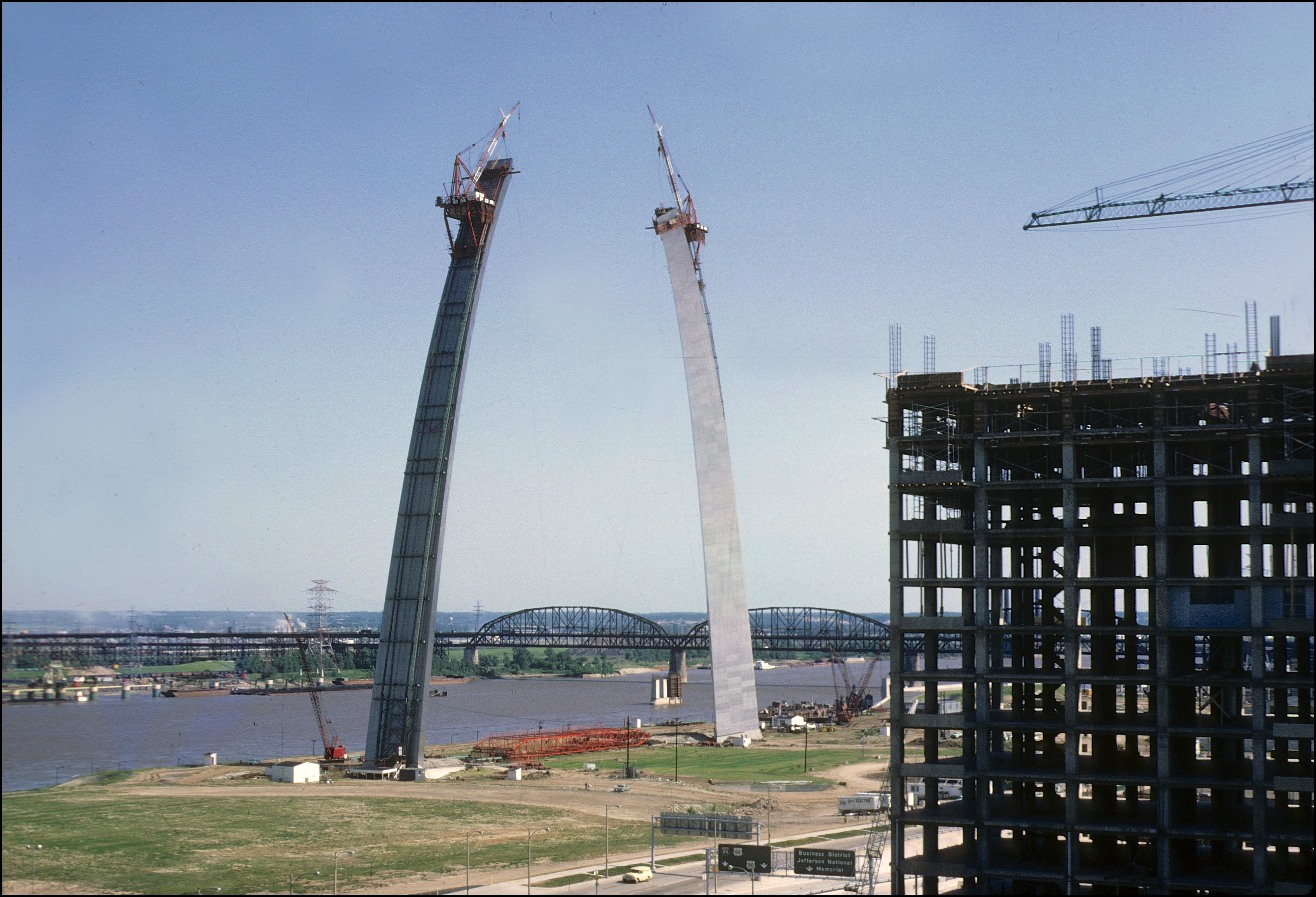
Спорудження арки (червень 1965 року)

Хоча актуарна компанія прогнозувала, що під час будівництва арки загинуть тринадцять робітників, жоден працівник не загинув під час зведення монумента.  Однак будівництво арки часто затримувалося через перевірки безпеки, невизначеність у фінансуванні та юридичні суперечки.
Активісти руху за громадянські права вважали будівництво арки символом расової дискримінації. 14 липня 1964 року під час обідньої перерви робітників протестувальники за громадянські права Персі Грін і Річард Дейлі, обидва члени Конгресу расової рівності, піднялися на 125 футів (38 м) по північній опорі арки, щоб «викрити той факт, що федеральні кошти використовувалися для будівництва національного пам'ятника, який дискримінує темношкірих підрядників і кваліфікованих темношкірих робітників». Незважаючи на вимоги спуститися, протестувальники на землі вимагали, щоб щонайменше 10 % кваліфікованих робочих місць належали афроамериканцям. Через чотири години Грін і Дейлі спустилися з арки під звинуваченнями в «незаконному проникненні, порушенні громадського порядку та опорі арешту».
Цей інцидент зокрема спонукав Міністерство юстиції США 4 лютого 1966 року подати перший позов проти AFL–CIO відповідно до VII розділу Закону про громадянські права 1964 року, але пізніше відомство відкликало звинувачення. Позов 1966 року був спробою Офісу з дотримання федеральних контрактів (OFCC) десегрегувати будівельні профспілки по всій країні. Багато технічних будівельних профспілок до середини 1960-х років майже не мали афроамериканських представників. Під час президентства Ліндона Джонсона федеральний уряд визнав необхідність більшої інтеграції на всіх рівнях суспільства і почав впроваджувати рівні можливості працевлаштування через федеральне фінансування трудових контрактів.
У 1964 році компанія Pittsburgh-Des Moines Steel Company з Воррена, штат Пенсільванія, подала в суд на компанію MacDonald на 665 317 доларів через податкові питання. У 1965 році Служба національних парків (NPS) зажадала, щоб Pittsburgh-Des Moines Steel прибрала великі літери «P-D-M» (її ініціали) з підйомного крана, який використовувався під час будівництва, стверджуючи, що це реклама і порушує федеральний закон щодо реклами на національних пам'ятниках. Спочатку Pittsburgh-Des Moines Steel відмовилася виконувати цю вимогу, вважаючи її ризикованою, але згодом поступилася після того, як дізналася, що залишення ініціалів коштуватиме 225 000 доларів, а потім по 42 000 доларів на місяць. Після цього NPS відмовилася від судового позову.
26 жовтня 1965 року Міжнародна асоціація робітників мостових, будівельних, декоративних та арматурних конструкцій призупинила роботи для перевірки безпеки арки. Після того як директор NPS Кеннет Чапмен запевнив, що умови є «абсолютно безпечними», будівництво відновилося 27 жовтня. Через виявлення 16 дефектів також було затримано запуск вагонів для підйому. Агентство Bi-State Development Agency оцінило свої збитки у 2 000 доларів за кожен день простою.
7 січня 1966 року члени Американської федерації праці — Конгресу виробничих профспілок (AFL–CIO) покинули роботи з облаштування центру для відвідувачів, відмовившись працювати з сантехніками, які були членами Конгресу індустріальних профспілок (CIU), що представляв темношкірих сантехніків. Представник AFL–CIO заявив: «Ця політика не має нічого спільного з расою. Наш досвід показує, що ці члени CIU раніше працювали за занижені зарплати». CIU звернулася до Національної ради з трудових відносин (NLRB) із клопотанням про судову заборону, яка зобов'язувала робітників AFL–CIO повернутися до роботи. 7 лютого суддя Джон Кітінг Ріган постановив, що робітники AFL–CIO брали участь у вторинному бойкоті. До 11 лютого AFL–CIO відновили роботи над аркою, а підрядник AFL–CIO заявив, що десять афроамериканців були прийняті як учні для роботи над аркою. Простої в роботі тривали місяць.

### Завершення робіт та відкриття

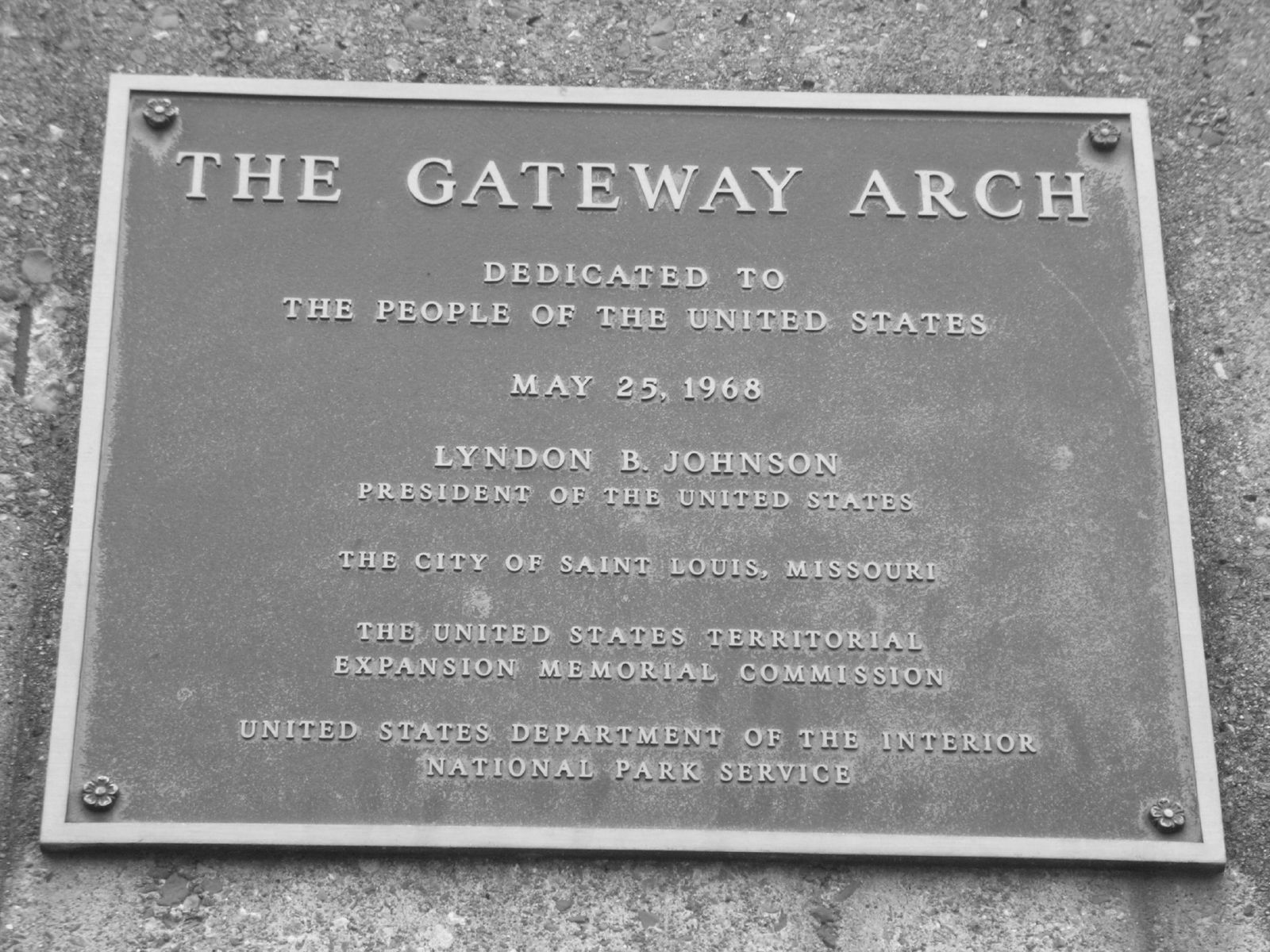
Меморіально-інформаційна дошка

Президент Ліндон Джонсон і мер Альфонсо Сервантес обрали дату церемонії встановлення завершального елемента арки, але до того часу арку не встигли добудувати. Дату церемонії перенесли на 17 жовтня 1965 року; робітники напружено працювали в подвійну зміну, щоб встигнути до дедлайну, але до 17 жовтня арка все ще залишалася незавершеною. Голова церемонії планував провести захід 30 жовтня, в суботу, щоб дозволити 1500 школярам, чиї підписи мали бути поміщені в капсулу часу, взяти участь у події. Зрештою компанія PDM призначила дату церемонії на 28 жовтня.
Капсула часу, яка містила підписи 762 000 учнів та інших осіб, була вмонтована в замковий камінь перед тим, як останній елемент був встановлений на місце. 28 жовтня арка була завершена, і тодішній віцепрезидент Г'юберт Гамфрі спостерігав за подією з вертольоту.  Католицький священник і рабин помолилися над замковим каменем, трикутною секцією вагою 10 коротких тонн (9,1 т) і довжиною 8 футів (2,4 м). Його планували встановити о 10:00 ранку за місцевим часом, але зробили це на 30 хвилин раніше, оскільки через теплове розширення проміжок у 8,5 фута (2,6 м) на вершині звузився на 5 дюймів (13 см). Для вирішення цієї проблеми робітники використовували пожежні шланги, за допомогою яких вони охолоджували південну опору, щоб вона стиснулася. Замковий камінь був встановлений за 13 хвилин, залишивши лише 6 дюймів (15 см) простору. Для наступної секції гідравлічний домкрат розсунув опори на 6 футів (1,8 м). До полудня замковий камінь був закріплений. Деякі кінематографісти, припускаючи, що дві опори не зійдуться, документували кожен етап будівництва.
Арку Гейтвей планували відкрити для публіки ще у 1964 році, але до 1967 року агентство зі зв'язків з громадськістю припинило прогнозувати дату відкриття. Центр для відвідувачів відкрився 10 червня 1967 року, а підйомник почав працювати 24 липня.
Арка була урочисто відкрита Г'юбертом Гамфрі 25 травня 1968 року. Через дощ церемонію довелося перенести в центр для відвідувачів. Після відкриття Гамфрі стояв під навісом, чекаючи, поки дощ вщухне, щоб дійти до свого автомобіля.

### Після завершення будівництва
Проєкт не забезпечив 5000 робочих місць, як очікувалося, — станом на червень 1964 року на будівництві працювало менше 100 осіб. Проте він стимулював зокрема роботи з відновлення набережної, загальна вартість яких склала 150 мільйонів доларів. Будівельні проєкти включали стадіон на 50 000 місць, 30-поверховий готель, кілька офісних веж, чотири паркінги та житловий комплекс. Розглядалася ідея створення парку розваг у стилі Діснейленду з атракціонами, але згодом її було відхилено. Розробники сподівалися використати арку як комерційний каталізатор, залучаючи відвідувачів, які користуватимуться їхніми послугами. За однією з оцінок, починаючи з 1960-х років, арка стимулювала будівництво об'єктів загальною вартістю майже 503 мільйони доларів.
У червні 1976 року меморіал був офіційно завершений завдяки федеральним виділенням коштів — «було відкрито статую Томаса Джефферсона, представлено Музей розширення на захід, на честь мера Реймонда Такера створено театр під Аркою, а також побудовано сходи, що вигинаються подібно до арки, і ведуть від арки до набережної».

## Характеристики

### Фізичні характеристики

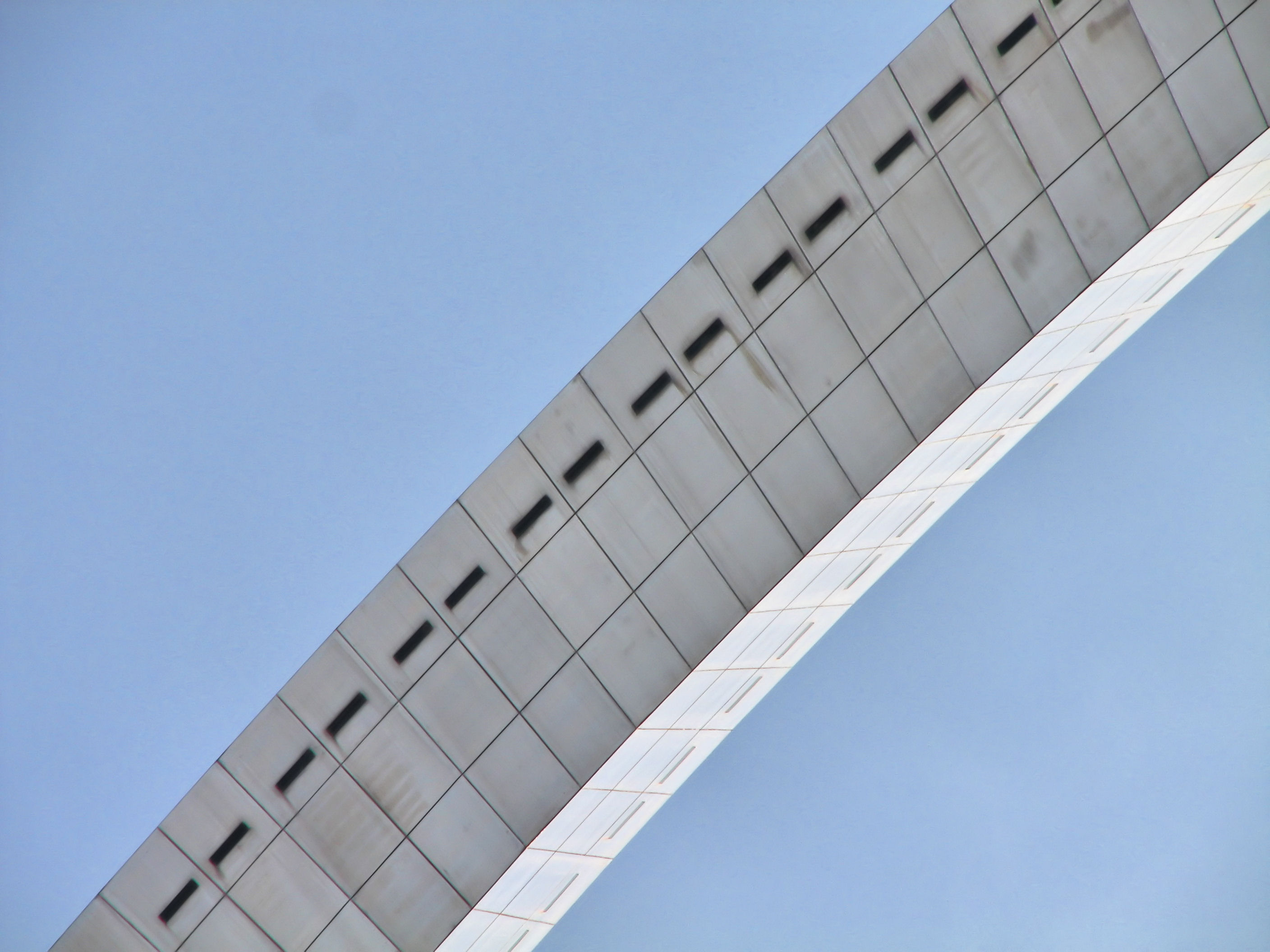
Вікна оглядового майданчика на верхівці арки

Ширина й висота арки становлять 630 футів (192 м). Це найвищий меморіал у Сполучених Штатах і найвища пам'ятка зі сталі у світі.
Поперечний переріз опор арки має форму рівносторонніх трикутників, які звужуються від 54 футів (16 м) з кожного боку біля основи до 17 футів (5,2 м) біля вершини. Кожна стінка складається зі сталевої обшивки з неіржавної сталі, що покриває сендвіч-конструкцію з двох стінок із вуглецевої сталі з армованим бетоном всередині (від рівня землі до 300 футів (91 м)), а вище — лише з вуглецевої сталі. Арка має порожнисту конструкцію для розміщення унікальної підйомної системи, яка піднімає відвідувачів на оглядовий майданчик на вершині.
Навантаження конструкції підтримується оболонковим дизайном. Кожна опора занурена в 25 980 коротких тонн (23 570 т) бетону, основа має товщину 44 фути (13 м) і глибину 60 футів (18 м). 20 футів (6,1 м) фундаменту закріплені в скельній породі. Арка стійка до землетрусів і здатна хитатися до 18 дюймів (46 см) в будь-якому напрямку, витримуючи вітри до 150 миль на годину (240 км/год).
Уся конструкція важить 42 878 коротких тонн (38 898 т), з яких бетон становить 25 980 коротких тонн (23 570 т); внутрішній конструкційний метал — 2157 коротких тонн (1957 т); панелі з нержавіючої сталі марки 304 товщиною 6,3 мм, які покривають зовнішню частину арки, — 886 коротких тонн (804 т). Це найбільша кількість нержавіючої сталі, яка коли-небудь використовувалася в одному проєкті.

### Підсвічування

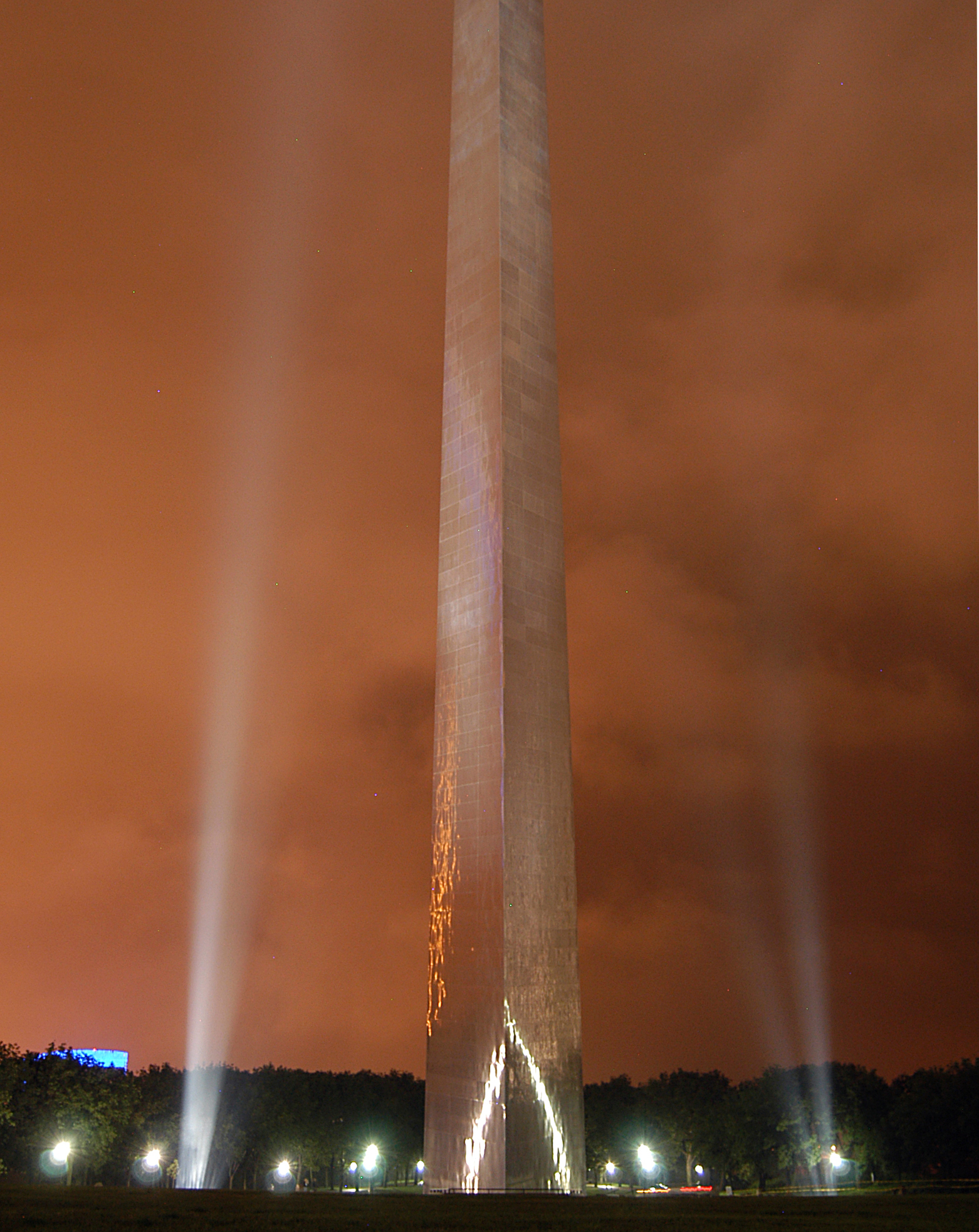
Система підсвічування арки

Вперше пропозиція щодо освітлення арки вночі була висловлена 18 травня 1966 року, але цей план так і не був реалізований. У липні 1998 року фонд St. Louis's Gateway Foundation схвалив фінансування системи освітлення арки, взявши на себе витрати на обладнання, його встановлення та обслуговування. У січні 1999 року телеканал MSNBC організував тимчасову систему підсвічування арки для того, щоб вона стала фоном під час візиту Папи Івана Павла II. З листопада 2001 року арка освітлюється білим світлом із 22:00 до 1:00 за допомогою системи прожекторів. Дизайн освітлення розробив Ренді Буркетт. Система складається з 44 освітлювальних приладів, розміщених у чотирьох заглиблених ямах під рівнем землі.

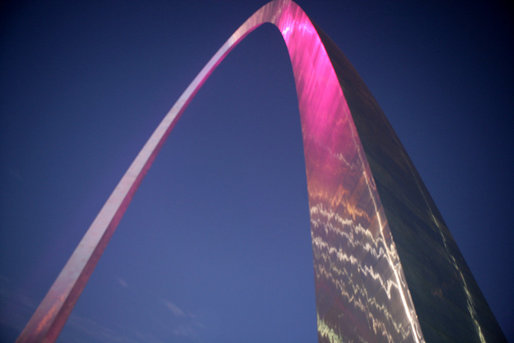
Рожеве підсвічування арки з нагоди Місяця боротьби з раком молочної залози

5 жовтня 2004 року Сенат США, на прохання сенаторів від Міссурі Джима Талента і Кіта Бонда, схвалив законопроєкт, що дозволив підсвітити арку рожевим кольором на честь місяця обізнаності про рак молочної залози. Ініціативу підтримали компанії May Department Store Co. та Estée Lauder. Один із співробітників зазначив, що арка стане «маяком важливості профілактики та пошуку ліків». Національна служба парків спочатку виступала проти цього плану, побоюючись створення прецеденту для майбутнього використання арки в промоційних цілях. Проте вони погодилися, оскільки освітлення було юридично обов'язковим, і 25 жовтня план реалізували. До цього арка вже використовувалася для рекламних цілей 12 вересня 1995 року, коли компанії Fleishman-Hillard і Technical Productions організували підсвічування арки в кольорах веселки для реклами прем'єри шоу «Чарівник країни Оз на льоду» цирку «Ringling Bros. and Barnum & Bailey Circus» у Кіл-центрі.

## Громадський доступ

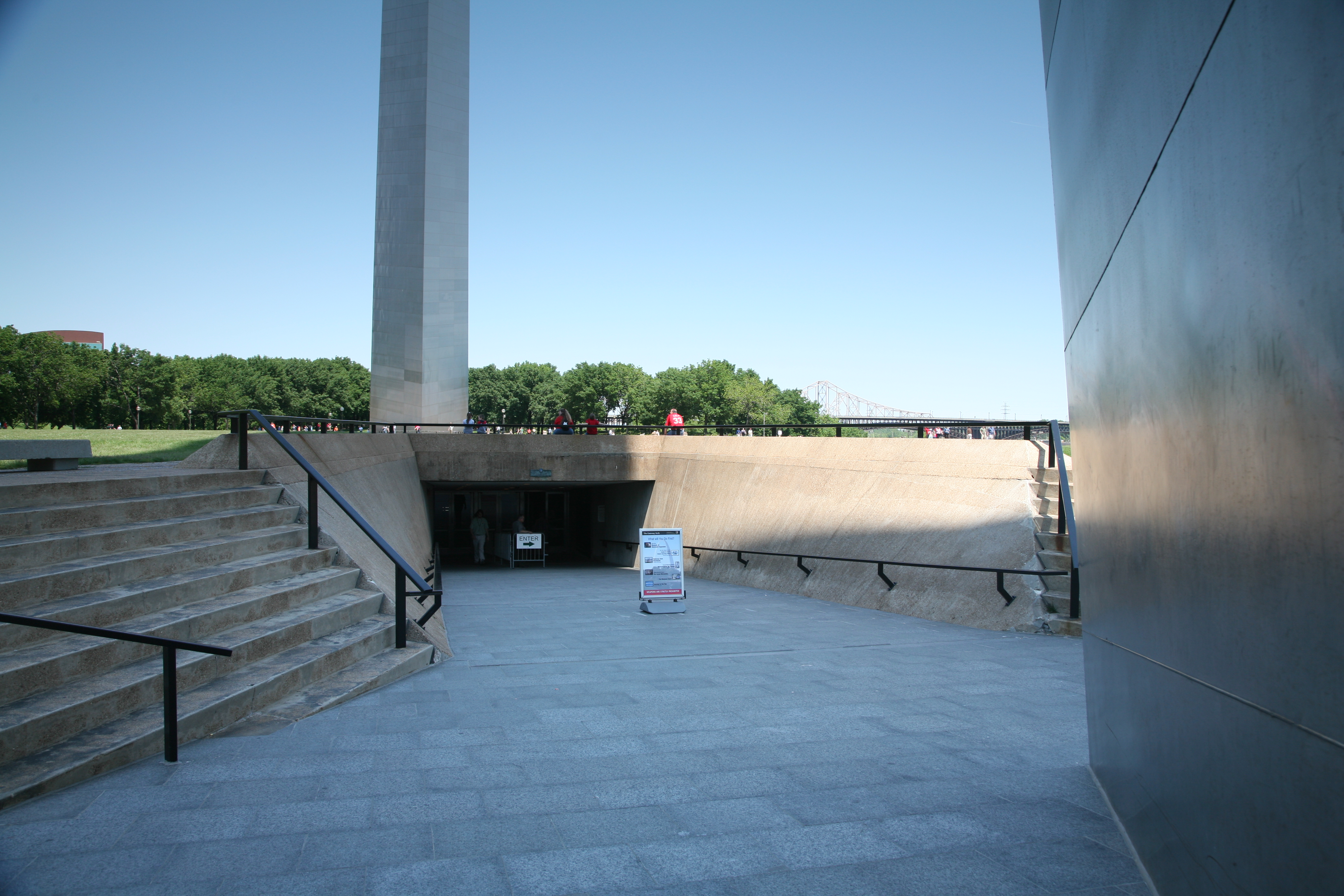
Південний вхід до підземного центру для відвідувачів

У квітні 1965 року очікувалося, що після завершення будівництва арку щорічно відвідуватимуть три мільйони туристів. Протягом першого року роботи вершину арки відвідали 619 763 туристи. 15 січня 1969 року турист із Нешвілла, штат Теннессі, став мільйонним відвідувачем оглядового майданчика, а десятимільйонний турист піднявся на вершину 24 серпня 1979 року. У 1974 році арка посіла четверте місце в рейтингу «найпопулярніших рукотворних пам'яток». У 2010 році кількість відвідувачів перевищила чотири мільйони, з яких приблизно мільйон піднялися на вершину. У 2022 році арку відвідали 1,62 мільйона осіб.
8 грудня 2009 року розпочався міжнародний конкурс дизайну «Framing a Modern Masterpiece: The City + The Arch + The River 2015» за підтримки неприбуткової організації CityArchRiver2015. Метою конкурсу було: покращення ландшафту набережного парку; полегшення доступу для пішоходів через Меморіал-драйв; розширення території до набережної Іст-Сент-Луїса. Конкурс проходив у три етапи: 1) оцінка портфоліо (до наступного етапу проходили 8–10 команд); інтерв'ю з командами (проходили далі 4–5 команд); розгляд дизайн-пропозицій.
Із 49 заявок відібрали 5 фіналістів, чиї роботи були виставлені 17 серпня 2010 року в театрі під аркою. Після презентацій фіналістів 26 серпня, 21 вересня було оголошено переможця — Michael Van Valkenburgh Associates. План ініціативи включав оновлення парку Кінер-плаза та Старої будівлі суду, з'єднання міста з територією Арки через парк над Міжштатною автомагістраллю 70, оновлення музею та покращення доступності. Бюджет проєкту становив 380 мільйонів доларів, його завершення планувалося в 2018 році.
2 серпня 2013 року було розпочато будівництво першої частини проєкту — «Парк над шосе», метою якої було створення озелененої зони над шосе і перепланування руху транспорту для усунення бар'єру між аркою та Старим судом. Проєкт завершили у грудні 2014 року.

### Центр для відвідувачів

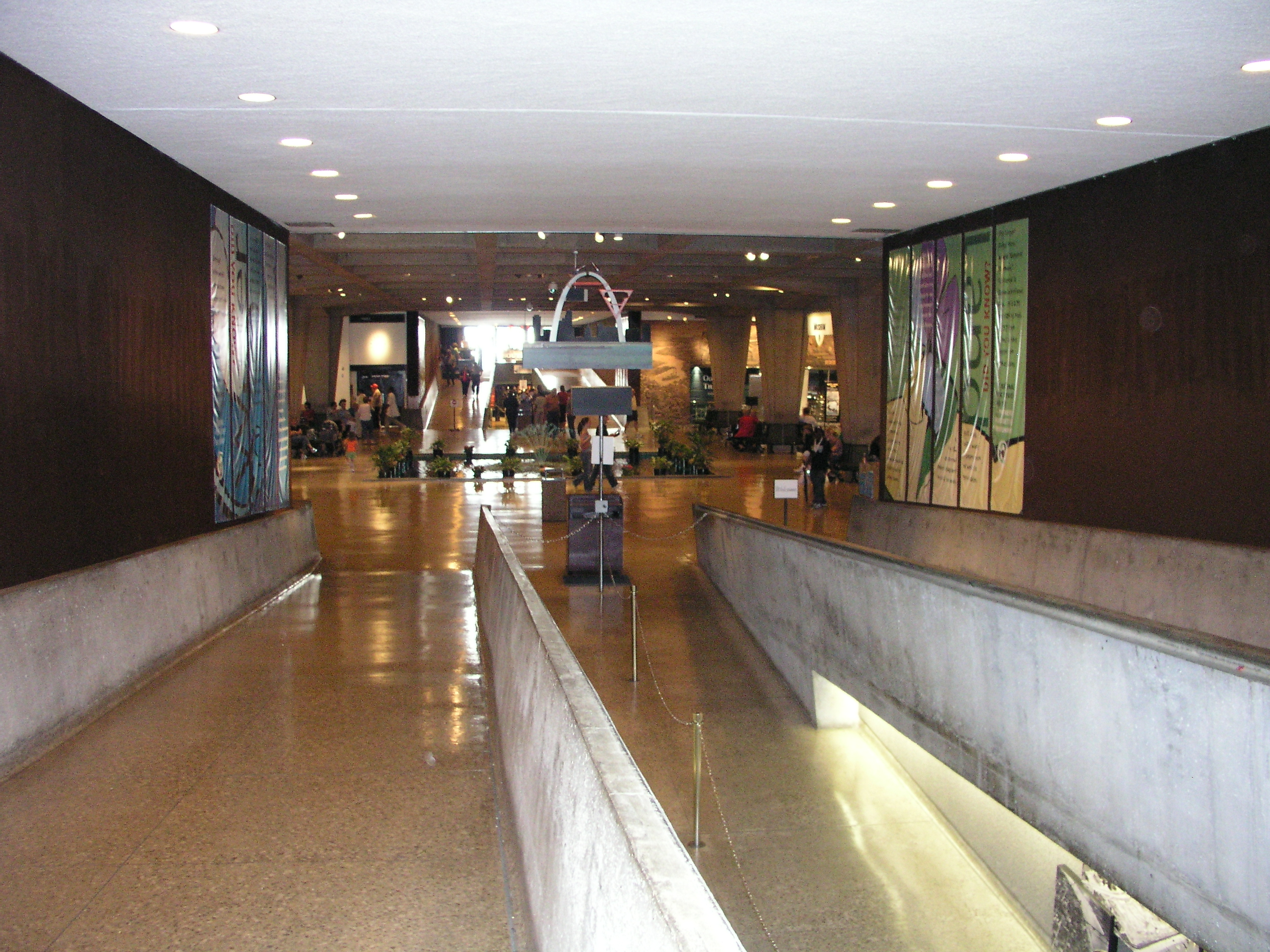
У центрі для відвідувачів

Підземний центр для відвідувачів, розташований між опорами арки, був розроблений у рамках програми «Mission 66» Національної служби парків. Площа центру — 70 000 квадратних футів (6 500 м²).
Будівництво почалося одночасно з будівництвом арки, але ерез нестачу фінансування завершилося лише в 1976 році. Центр відкрили 10 червня 1967 року декількома виставками. Доступ до центру відвідувачів забезпечується через пандуси, що примикають до кожної ноги арки.
У центрі розташовані офіси, технічні приміщення, зони очікування аркових підйомників, які піднімають відвідувачів на вершину, Музей розширення на захід і два кінотеатри, в яких демонструють фільми про арку. Старіший театр відкрився в травні 1972 року; новий театр, який називається «Одіссей», був побудований у 1990-х роках і має екран заввишки в чотири поверхи. Його будівництво вимагало розширення підземного комплексу, що й було зроблено. Музей містить кілька сотень експонатів про експансію Сполучених Штатів на захід у XIX столітті і був відкритий 10 серпня 1977 року.
У рамках проєкту «CityArchRiver» центр для відвідувачів і музей зазнали розширення та реконструкції вартістю 176 мільйонів доларів США. Роботи були завершені в липні 2018 року. Реконструкція включала додаткові підземні приміщення площею 46 000 квадратних футів з інтерактивними галереями, відеостінами, фонтаном і кафе.

### Оглядовий майданчик

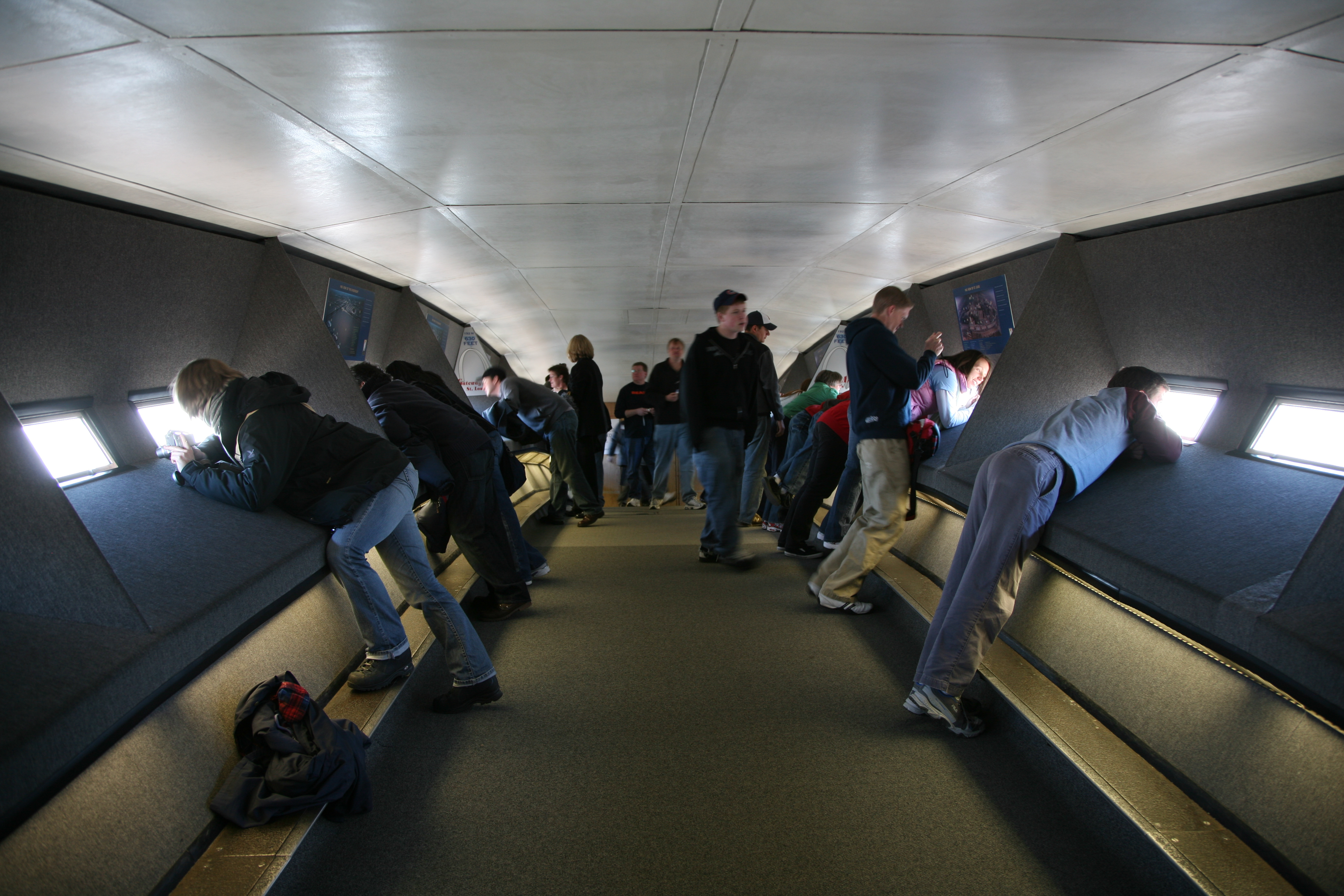
Оглядовий майданчик на верхівці арки

Біля вершини Арки з капсули підйомника відвідувачі пішки піднімаються до критого оглядового майданчика, довжина якого перевищує 65 футів (20 м), а ширина — 7 футів (2,1 м) і який може вмістити до 160 людей. Він являє собою кімнату, з кожного боку якої розташовано 16 вікон розміром 7 на 27 дюймів (180 мм × 690 мм), з яких відкривають види на відстань до 30 миль (48 км). На схід можна побачити річку Міссісіпі та південний Іллінойс з його знаменитими курганами Міссісіпської культури в Кахокії, а на захід — місто Сент-Луїс і округ Сент-Луїс.

#### Способи підйому

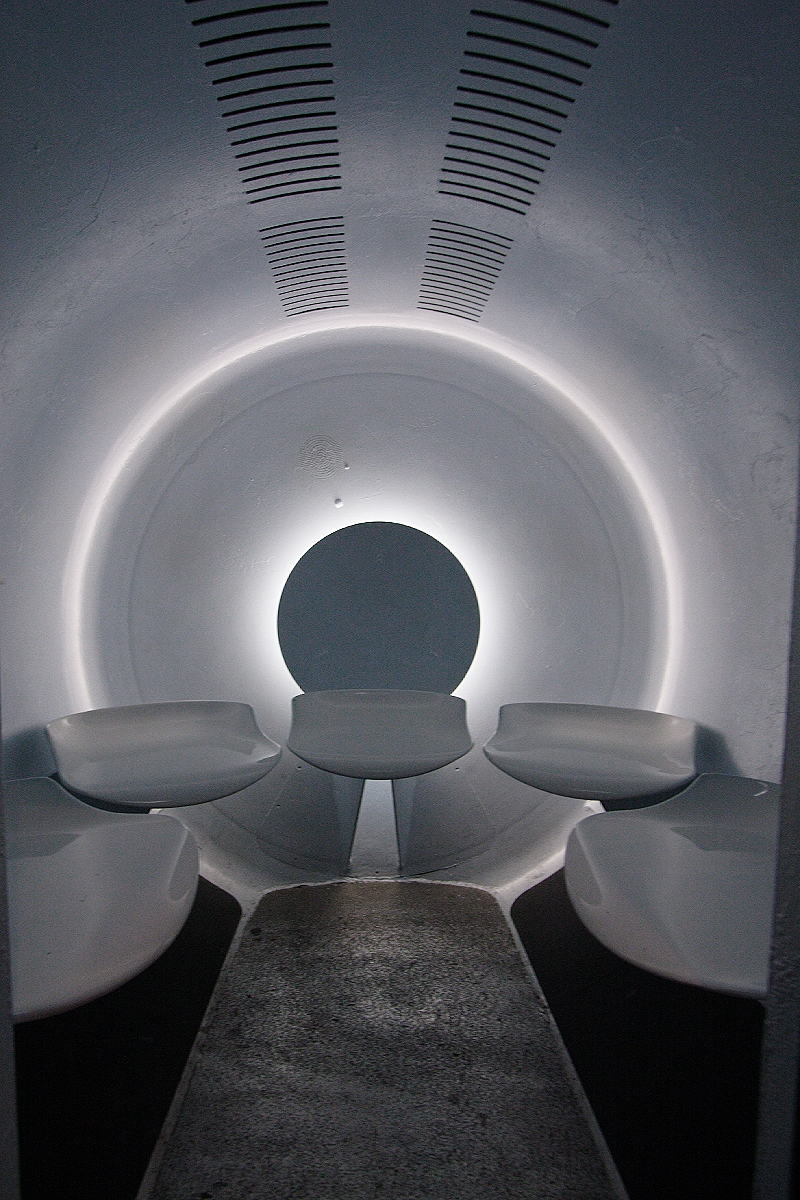
Інтер'єр капсули підйомника

До вершини арки можна дістатися трьома способами: аварійними сходами на 1076 сходинок в обох ногах арки, ліфтом на 12 пасажирів, який піднімається на висоту 372 фути (113 м), і підйомниками в обох ногах арки.
Кожен підйомник складається з восьми циліндричних капсул на п'ять місць із скляними дверима і вміщує 40 пасажирів. Тобто двома підйомниками одночасно можна перевозити 80 людей. Підйомники курсують із інтервалом у 10 хвилин. Капсули обертаються, як кабіни на колесі огляду, коли піднімаються або спускаються по рейках усередині арки. Цей механізм руху дав ідею описувати підйомник як «наполовину оглядове колесо, наполовину ліфт». Поїздка нагору триває чотири хвилини, а вниз — три хвилини.

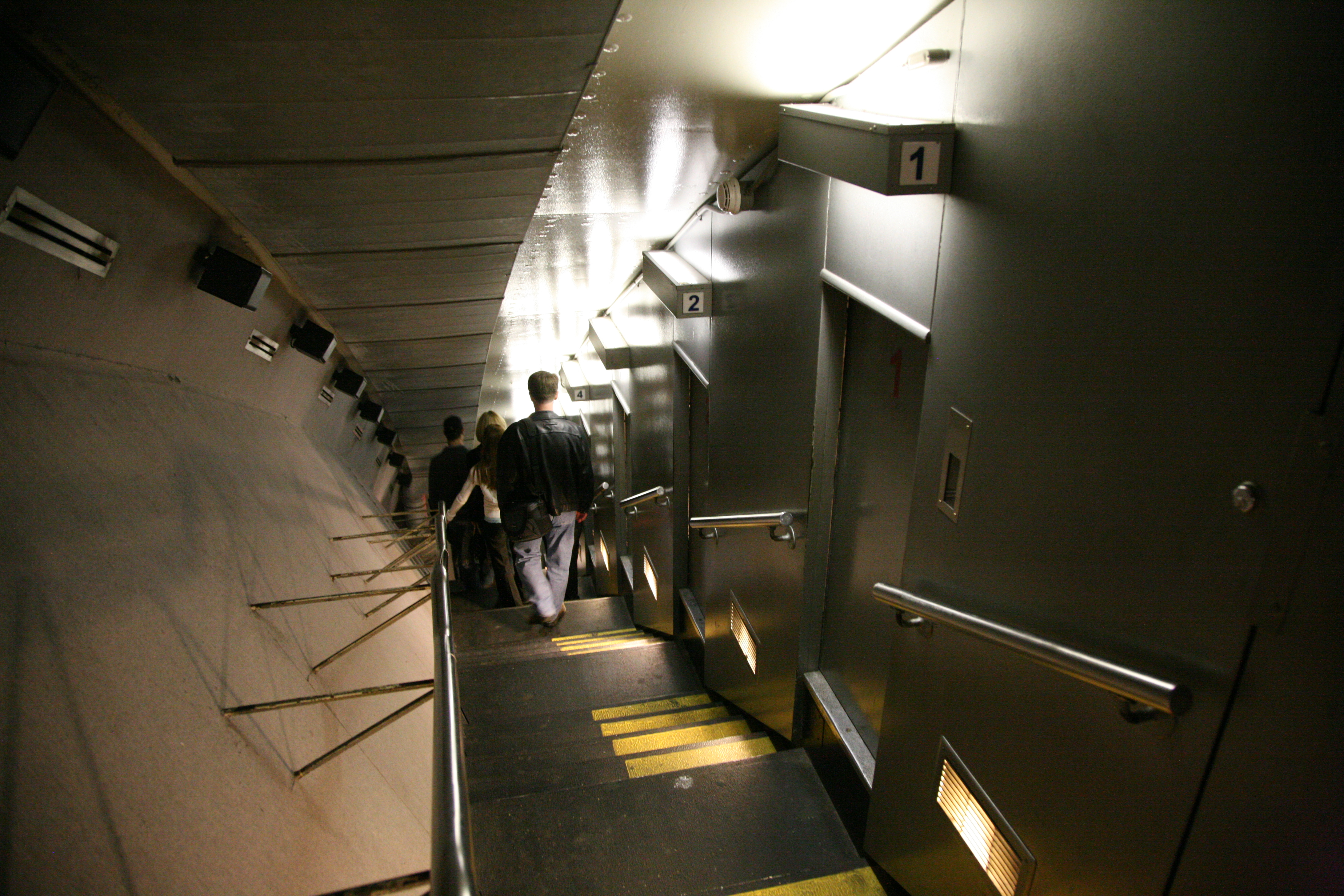
Північні сходи та входи до капсул підйомника

У березні 1962 року через брак коштів Національна служба парків не прийняла пропозиції щодо будівництва внутрішньої системи підйому для арки і навіть розглядала ідею відмови від неї. У травні 1962 року Агенція розвитку двох штатів (англ. Bi-State Development Agency) запропонувала випустити облігації для отримання необхідних коштів. Відділ внутрішніх справ США та Агенція уклали угоду, за якою Агенція мала побудувати й експлуатувати підйомник. Для будівництва системи потрібно було зібрати 1 977 750 доларів, які покривалися завдяки встановленню плати в 1 долар за підйом.

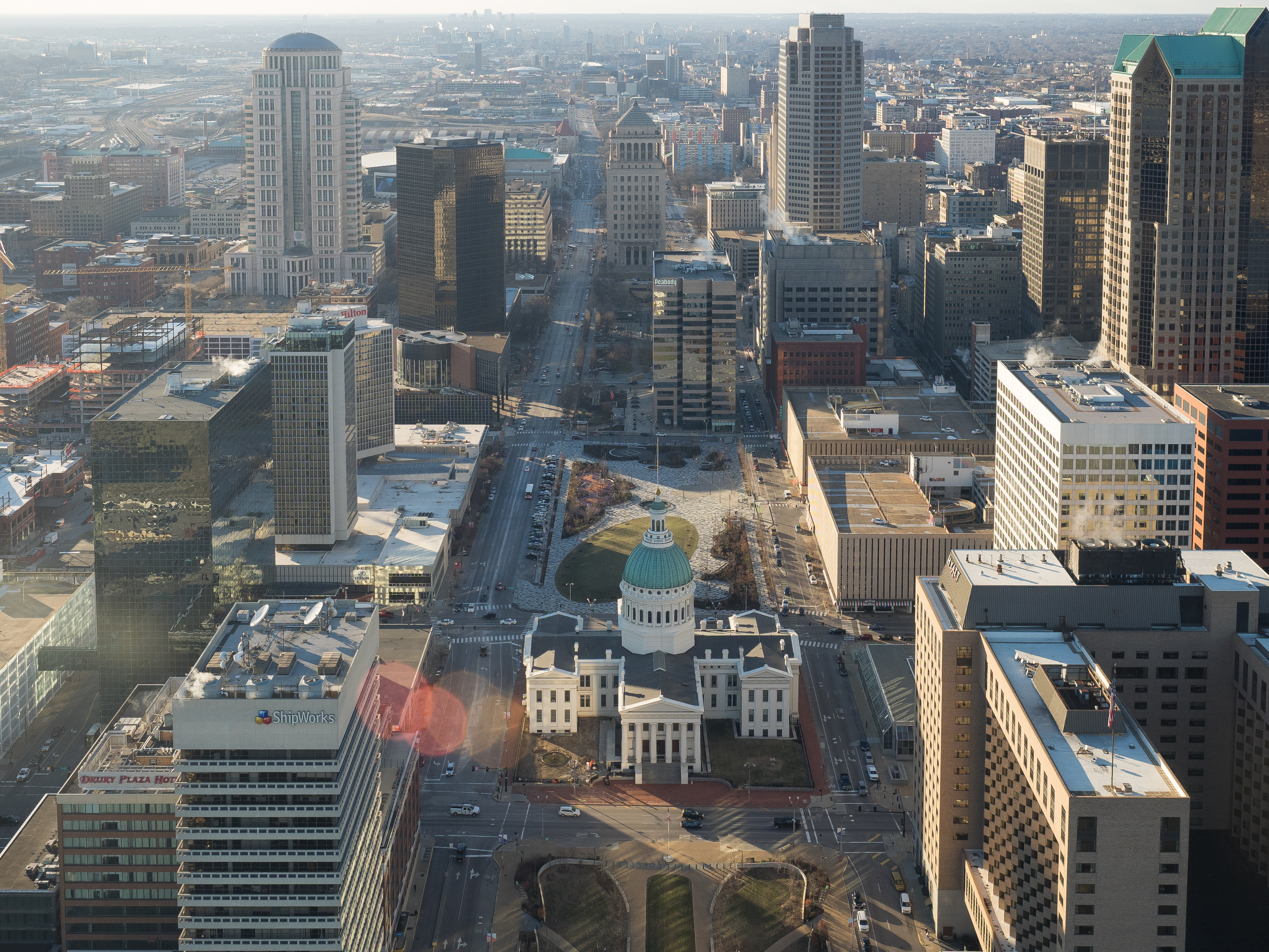
Вид на Сент-Луїс з оглядового майданчика

Агенція випустила облігації на суму 3,3 мільйона доларів і з тих пір управляє системою. Підйомник у північній нозі запрацював у червні 1967 року, але відвідувачі змушені були чекати до трьох годин, поки 21 квітня 1976 року не було запроваджено систему бронювання. Підйомник у південній нозі був завершений у березні 1968 року. Першим 100 000 пасажирам вручили пам'ятні значки. Станом на 2007 рік, підйомники подолали 250 000 миль (400 000 км), перевізши понад 25 мільйонів пасажирів.

#### Інциденти
8 липня 1970 року шестирічний хлопчик, його мати та двоє її друзів опинилися на 45 хвилин у пастці в підйомнику в південній нозі арки після її закриття. За словами матері хлопчика, група піднялася на арку близько 9:30 вечора, але коли підйомник прибув до зони висадки, його двері не відчинилися. Підйомник під'їхав до технічних приміщень на висоті 50 футів (15 м) над землею, після чого було вимкнено живлення. Один із пасажирів зміг відчинити двері й покликати на допомогу охоронців.

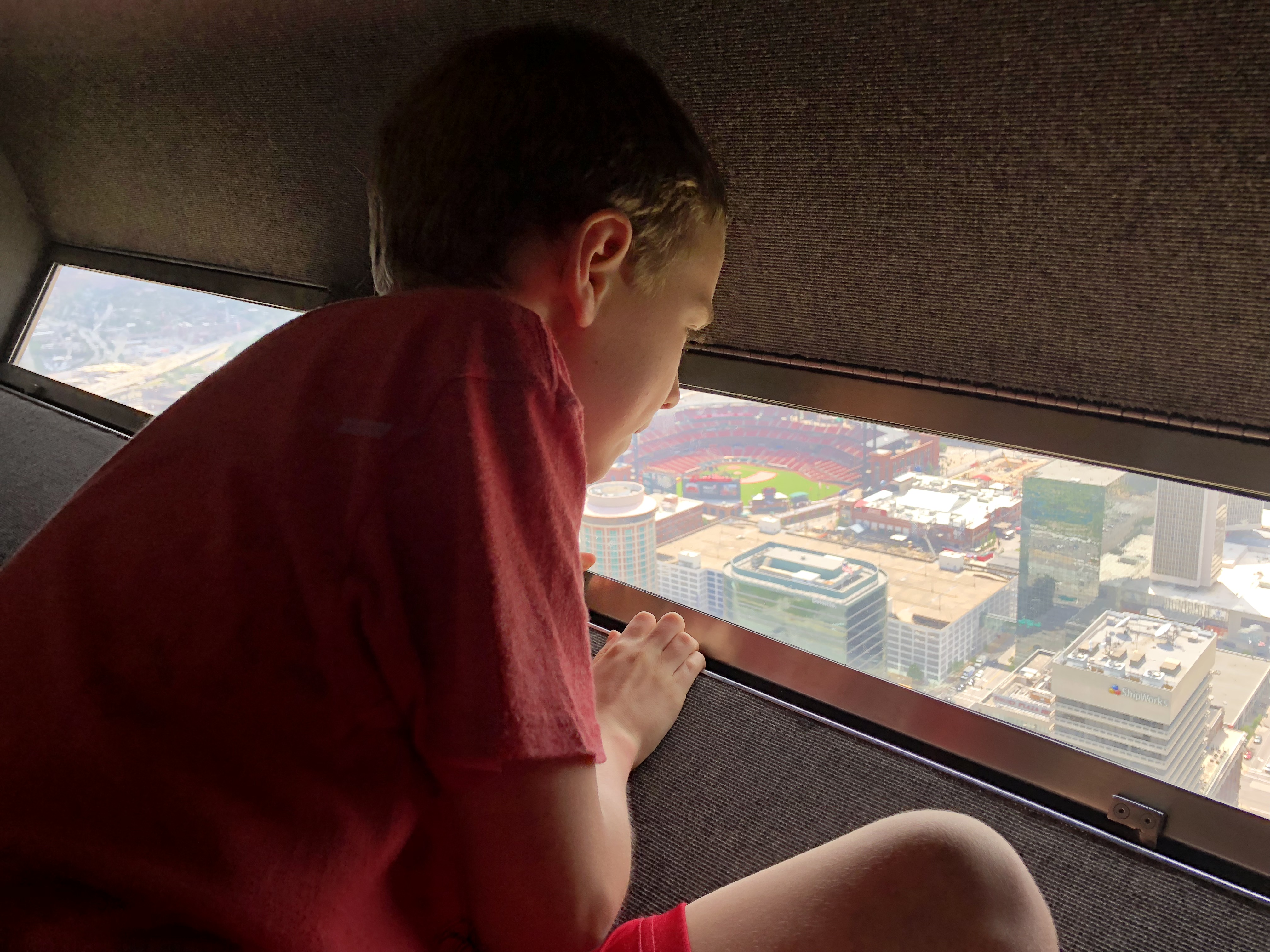
Хлопчик дивиться в оглядове вікно на Сент-Луїс (видно «Буш-Стедіум»)

21 липня 2007 року обрив кабелю призвів до закриття південного підйомника, залишивши в роботі лише північний до завершення ремонту в березні 2008 року. Близько 200 туристів застрягли всередині арки на три години через те, що кабель зачепив високовольтну рейку, що спричинило перегорання запобіжника. Північний підйомник також тимчасово вийшов із ладу через відключення електроенергії, але деяким пасажирам вдалося спуститися аварійними сходами та ліфтом. Туристи на оглядовому майданчику чекали ще годину, перш ніж змогли спуститися. Хоча більшість відвідувачів залишалися спокійними, двом людям знадобилася медична допомога: одному відвідувачу дали кисень, а іншій людині, яка хворіла на діабет, надали необхідну медичну допомогу. Інцидент стався під час перегляду феєрверків, і ніхто серйозно не постраждав.
Після завершення ремонту в березні 2008 року підйомник майже одразу закрили знову через поломку електричного вимикача. Інцидент, що стався 14 березня, назвали «прикрим збігом обставин».

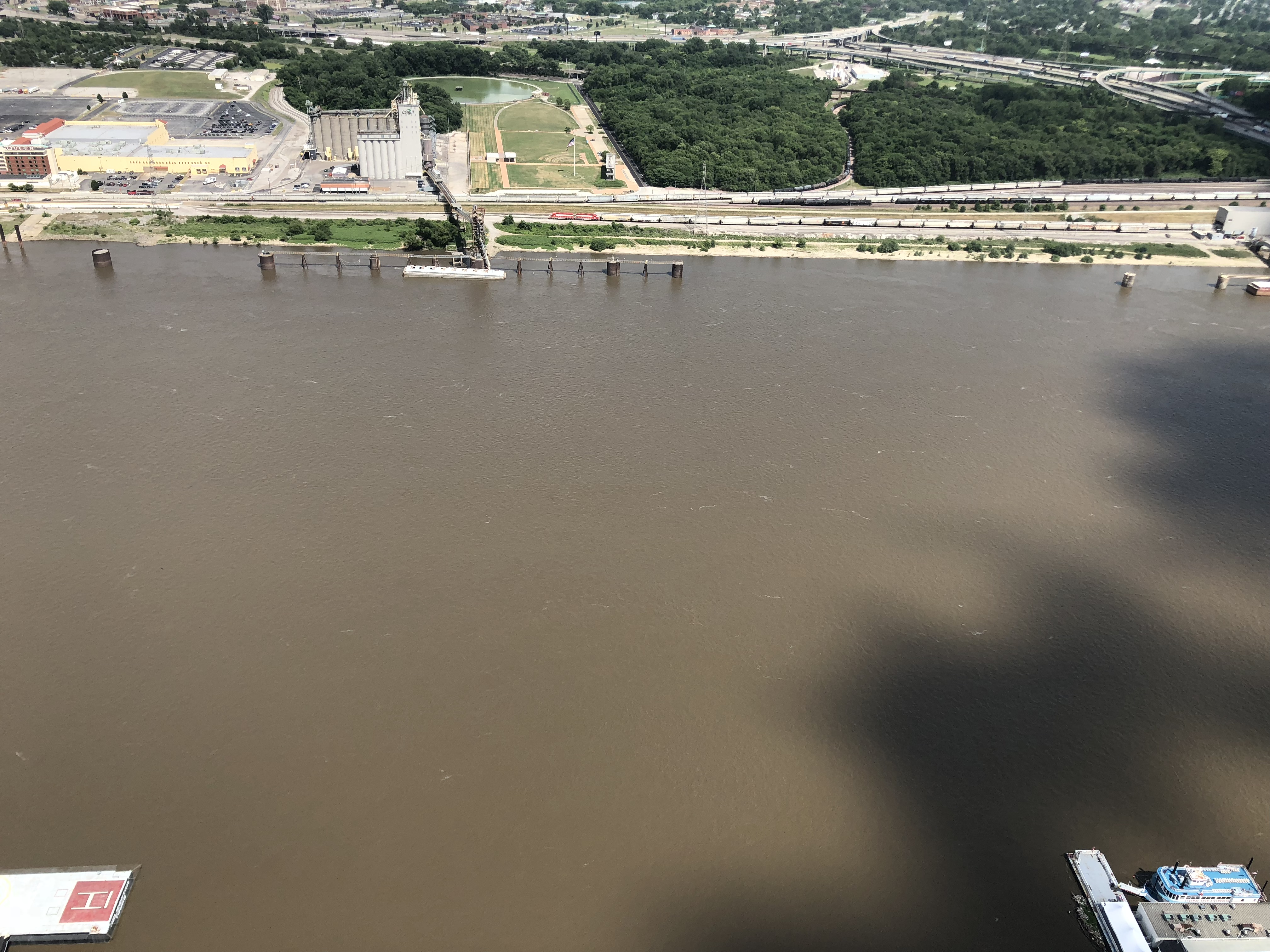
Вид на Міссісіпі з оглядової кімнати

9 лютого 2011 року працівник Національної служби парків постраждав, ремонтуючи південний підйомник. Під час роботи над електросистемою 55-річний чоловік на 30 секунд був затиснутий між підйомником і стіною арки, доки його не врятували колеги. Постраждалого у важкому стані доставили до лікарні Університету Сент-Луїса.
24 березня 2011 року близько 100 туристів застрягли на оглядовому майданчику на 45 хвилин через те, що двері південного підйомника перестали зачинятися. Відвідувачів безпечно спустили вниз на північному підйомнику, який на той час був закритий для модернізації комп'ютерної системи. Несправність пояснили збоєм у новій системі, яка вже була впроваджена на південному підйомнику. Ніхто не постраждав.
16 червня 2011 року близько 14:15 за місцевим часом північний підйомник арки зупинився через відключення електроенергії. Він застряг приблизно за 200 футів (61 м) від оглядового майданчика, і пасажирам довелося підніматися сходами до вершини. Робітники вручну витягли підйомник нагору, після чого 40 пасажирів спустилися на південному підйомнику, який того дня не працював через невелику кількість відвідувачів. Ще 120 осіб, які були на оглядовому майданчику, також спустилися південним підйомником. Під час інциденту в підйомнику не працювали освітлення та кондиціювання. Один із відвідувачів знепритомнів через панічну атаку, а охоронця парку з незначними травмами забрали медики. Причину відключення електроенергії одразу не встановили.

### Безпека
Через два роки після теракту в Оклахома-Сіті у 1995 році було виділено трохи більше 1 мільйона доларів для впровадження програми протидії тероризму. Співробітники парку пройшли навчання щодо спостереження за діяльністю туристів, а також було встановлено непомітні електронні пристрої виявлення. Після терактів 11 вересня 2001 року зусилля щодо забезпечення безпеки суттєво збідьшили, а контрольно-пропускні пункти перенесли до входу в центр для відвідувачів. На цих пунктах відвідувачів перевіряють за допомогою магнітометрів і рентгенівського обладнання, яке використовується з 1997 року.
Арка також стала одним із кількох пам'ятників США, над якими було введено обмежений повітряний простір під час святкування Дня незалежності в 2002 році. У 2003 році були встановлені мобільні бар'єри довжиною 10 футів (3,0 м), висотою 32 дюйми (81 см) і вагою 4 100 фунтів (1 900 кг), щоб запобігти терористичним атакам на Арку. Пізніше того ж року було оголошено, що ці бар'єри замінять бетонними стовпами, обкладеними металом, щоб вони краще гармоніювали із сталевим кольором Арки. Ці мобільні стовпи можуть управлятися з диспетчерського центру парку, який також було модернізовано.
У 2006 році адміністрація Арки найняла «спеціаліста з фізичної безпеки», який замінив співробітника правоохоронних органів. Обов'язки спеціаліста включають оцінку ризиків, тестування системи безпеки парку, підвищення рівня обізнаності інших працівників про безпеку та співпрацю з іншими урядовими органами для покращення процедур безпеки.

## Символіка й культурний вплив
Арка, збудована як пам'ятник експансії Сполучених Штатів на Захід, символізує «дух піонерів — чоловіків і жінок, які підкорили Захід, а також тих, хто в наші дні прагне освоювати нові горизонти». Вона стала культовим символом Сент-Луїса, фігуруючи в багатьох аспектах міської культури. У 1968 році, через три роки після відкриття монумента, в телефонному довіднику Сент-Луїса було 65 підприємств із словом «Gateway» («Ворота») і 17 із назвою «Arch» («Арка») в назві. Арки також почали з'являтися над заправними станціями та ресторанами швидкого обслуговування. У 1970-х роках місцева спортивна команда взяла собі назву «Fighting Arches», а пізніше спортивні команди Сент-Луїського громадського коледжу отримали назву «Archers». Роберт С. Чандлер, суперінтендант Служби національних парків, зазначав: «Більшість відвідувачів захоплені розмірами та масштабом Арки, але вони не розуміють її суті… Занадто багато людей сприймають її лише як символ міста Сент-Луїс».

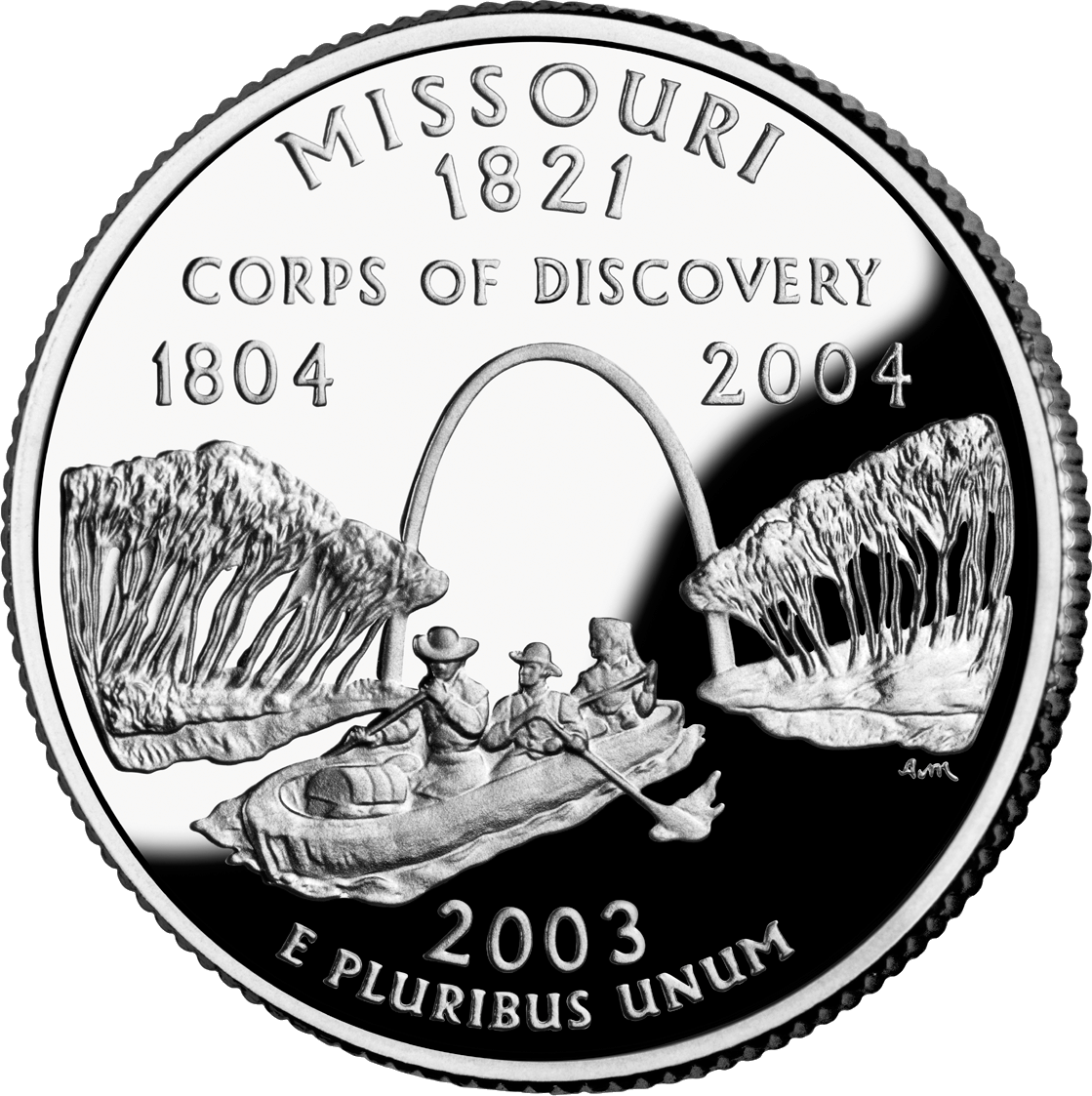
Монета у чверть долара із серії «50 штатів» із зображенням Арки

Образ Арки також став використовуватися як символ штату Міссурі. 22 листопада 2002 року в Капітолії штату Міссурі Лорі Гаузер Голден, дружина тодішнього губернатора Боба Голдена, презентувала переможний дизайн монети, присвяченої штату Міссурі, в рамках Програми пам'ятних монет п'ятдесяти штатів. Дизайн, створений акварелістом Полом Джексоном, зображує «трьох учасників експедиції Льюїса і Кларка, які веслують на човні по річці Міссурі, повертаючись до Сент-Луїса», на тлі арки. Голден заявила, що арка є «символом для всього штату… Чотири мільйони відвідувачів щороку бачать Арку. [Монета] допоможе зробити її ще більш улюбленою в світі». Спеціальний номерний знак, розроблений компанією Arnold Worldwide, також включав арку з написом «Gateway to the West» («Ворота на Захід»). Прибуток від продажу цих номерних знаків використовували для фінансування музею та інших освітніх підрозділів, пов'язаних із Аркою.
Алайн Бернштейн Лоучгайм писала, що, хоча арка «характеризується простотою, яка гарантує її актуальність», вона є повністю сучасною завдяки інноваційному дизайну та науковому підходу до її створення. Архітектурний критик Девід Діллон у газеті «The Dallas Morning News» зазначив, що арка існує не як функціональна будівля, а як символ «безмежного американського оптимізму».
Деякі ставили під сумнів, чи дійсно Сент-Луїс був, як стверджував Ееро Саарінен, «Воротами на Захід». Поет Келвін Триллін, уродженець Канзас-Сіті, писав: «Я знаю, що ви думаєте про значні відмінності між Т. С. Еліотом і мною. Так, це правда, що він був із Сент-Луїса, який почав називати себе "Воротами на Захід" після спорудження Арки Ееро Саарінена, а я з Канзас-Сіті, де люди думають про Сент-Луїс не як про "Ворота на Захід", а як про "Вихід зі Сходу"».
Завдяки реконструкціям у центрі для відвідувачів, проведеної в 2010-х роках, меседж Арки став більш інклюзивним з історичної точки зору, підкреслюючи вплив колоніалізму, зокрема доктрини «Явного призначення», на довкілля, землю та корінні народи. Крім того, експозиції стали демонструвати міську історію цієї місцевості, боротьбу її мешканців, зокрема робітників, які зводили арку, за свої права в епоху руху за громадянські права.
Футуристичний стиль арки інтерпретують як символ епохи автомобілів і автомобілецентричної міської та міжштатної інфраструктури, яка обіцяла технологічне майбутнє з новими доступними горизонтами. Ця ідея знайшла своє продовження у використанні культового вигляду Арки в назві та логотипі майбутньої проєкту NASA щодо побудови пілотованої космічної станції «Lunar Gateway» на орбіті Місяця, яка покликана стати воротами до Місяця та Марса.

### Нагороди та відзнаки
У 1966 році Арка отримала «Спеціальну нагороду за досконалість» від Американського інституту сталевих конструкцій за те, що вона стала «видатним досягненням у галузі технологій та естетики».
9 лютого 1967 року Арка була удостоєна нагороди «Видатне досягнення в цивільній інженерії» від Американського товариства цивільних інженерів.
Арка також входила до неофіційного рейтингу найбільш відвідуваних туристичних об'єктів у світі від журналу «Travel + Leisure», посідяючи місце після Мавзолею Леніна, Діснейленду, Дісней Ворлд та Ейфелевої вежі.
22 лютого 1990 року Арка отримала «Двадцятип'ятирічну нагороду» Американського інституту архітекторів (AIA) за «незмінну значущість, яка витримала випробування часом». Арку назвали «символічним мостом між Сходом і Заходом, минулим і майбутнім, інженерією й мистецтвом», який «втілює безмежний оптимізм зростаючої нації».
У 2007 році Арка посіла чотирнадцяте місце у списку «Улюблена архітектура Америки» від Американського інституту архітекторів.

### У мистецтві
Нідерландський композитор Петер Схат у 1997 році створив для симфонічного оркестру Сент-Луїса композицію «Arch Music for St. Louis, Op. 44». Прем'єра відбулася 8 січня 1999 року в залі Павелл-гол. Оскільки Схат не зміг піднятися на Арку через страх висоти, він використав свою уяву, щоб передати у музиці переживання людини, яка піднімається підйомником на вершину Арки.
Поезія Пола Малдуна «Стоїк» (англ. The Stoic) розгортається під Аркою. Цей твір, що є «елегією для ненародженої дитини», описує переживання Малдуна, який стоїть під Аркою після того, як його дружина зателефонувала й повідомила, що в неї стався викидень.
Персі Джексон стикається з Єхидною та Химерою під Аркою в книзі «Персі Джексон та Викрадач блискавок» та її телевізійній адаптації. Це відбувається, коли він разом із Гровером Андервудом і Анабет Чейз відвідує Арку під час подорожі до Каліфорнії. Персі бореться з Химерою, стрибає з Арки і падає в річку Міссісіпі.
Пошкоджена Арка з'являється у фантастичному телесеріалі «Виклик» (англ. Defiance), де сама Арка служить антеною, а приміщення на її верхівці використовується як студія радіостанції.

## Обслуговування

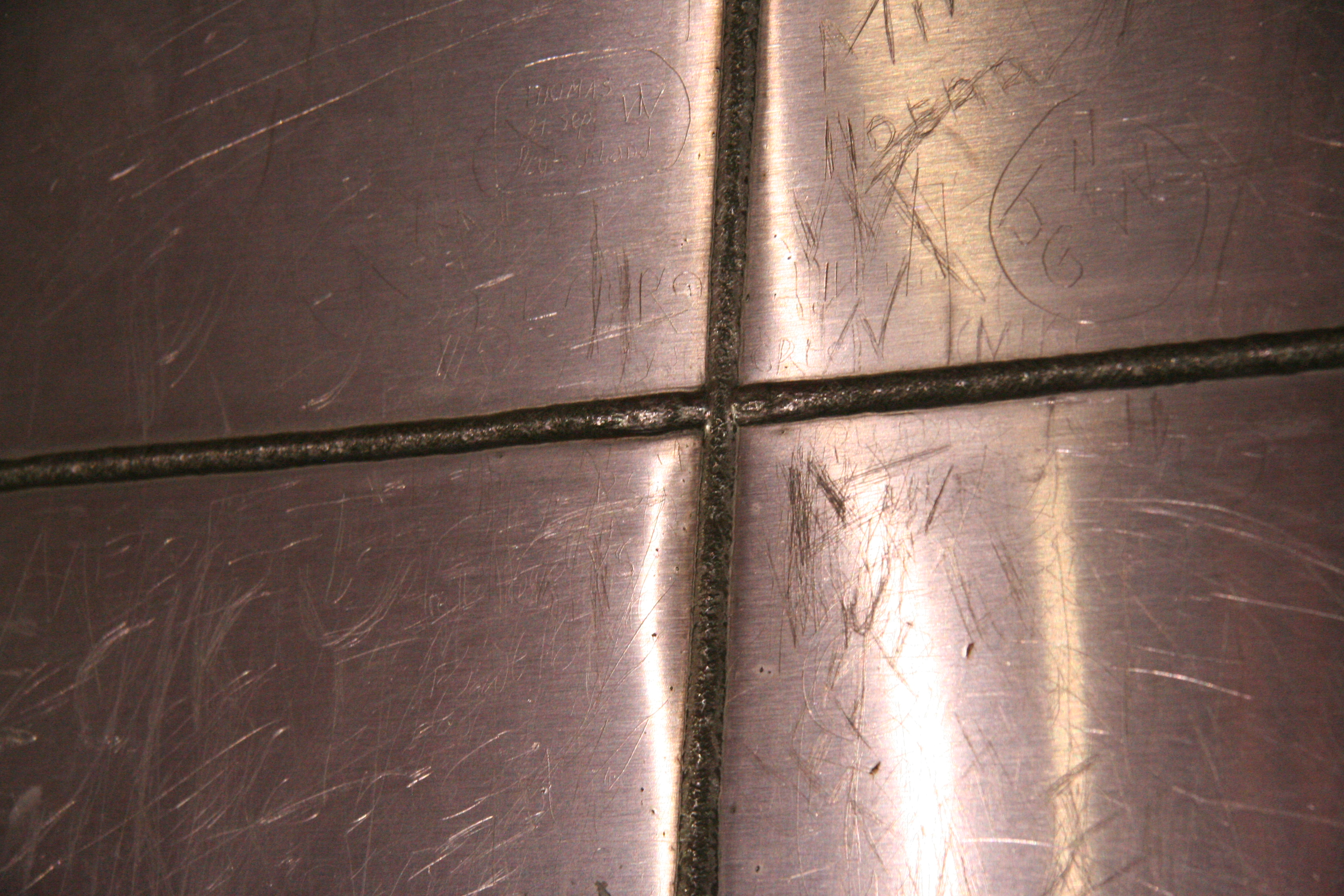
Зварні шви на обшивці ущільнюють щілини між листами нержавіючої сталі розміром 4 на 8 футів. На нижніх п’яти-семи футах пам’ятника видряпані написи

Перший акт вандалізму був скоєний у червні 1968 року: вандали викарбували свої імена на різних частинах арки. Загалом того року на ремонт пошкоджень від вандалізму було витрачено 10 000 доларів. Вперше арка стала мішенню графітістів 5 березня 1969 року.
У 2010 році були зафіксовані ознаки корозії на верхніх ділянках поверхні з нержавіючої сталі. В північній опорі виявили іржавіння вуглецевої сталі, можливо, через накопичення води, спричинене протіканням зварних швів, що дозволяють дощовій воді проникати в зовнішню оболонку конструкції. Працівники з технічного обслуговування використовують швабри й тимчасові ємності для води, щоб зменшити шкоду від протікання. Згідно з документами Служби національних парків, корозія та іржа не становлять загрози для безпеки.
Більш ґрунтовне дослідження корозії було запропоноване ще в 2006 році спеціалістами, які вивчали арку. У вересні 2010 року NPS уклала контракт із компанією Wiss, Janney, Elstner Associates, Inc. для структурного дослідження, яке мало «збирати дані про стан арки, щоб експерти могли розробити та реалізувати правильні довгострокові рішення». Зразки плям були взяті із західної сторони арки 21 жовтня 2014 року, щоб визначити найкращий спосіб її очищення. Очікується, що очищення обійдеться приблизно в 340 000 доларів.
У 1984 році інженер-конструктор Тібор Сегезді заявив у журналі «Smithsonian Magazine», що арка може простояти «значно менше тисячі років», перш ніж завалитися під час штормового вітру.